# Specie di Stachys
Elenco delle specie di Stachys:

## A
- Stachys abchasica (N.P.Popov ex Grossh.) Czerep.
- Stachys acerosa Boiss., 1846
- Stachys aculeolata Hook.f., 1862
- Stachys adulterina Hemsl., 1890
- Stachys aegyptiaca Pers., 1806
- Stachys aethiopica L., 1767
- Stachys affinis Bunge, 1833
- Stachys agraria Schltdl. & Cham., 1830
- Stachys ajugoides Benth., 1831
- Stachys albanica Markgr., 1926
- Stachys albens A.Gray, 1868
- Stachys albicaulis Lindl., 1833
- Stachys albiflora N.E.Br., 1901
- Stachys albotomentosa Ramamoorthy, 1987
- Stachys aleurites Boiss. & Heldr., 1853
- Stachys alopecuros (L.) Benth., 1834
- Stachys alpigena T.C.E.Fr., 1923
- Stachys alpina L., 1753
- Stachys amanica P.H.Davis, 1951
- Stachys anamurensis Sümbül, 1990
- Stachys andongensis Hiern, 1900
- Stachys angustifolia M.Bieb., 1808
- Stachys anisochila Vis. & Pancic, 1870
- Stachys annua (L.) L., 1763
- Stachys antalyensis Ayasligil & P.H.Davis, 1984
- Stachys aperta Epling, 1934
- Stachys arabica Hornem., 1815
- Stachys arachnoidea Codd, 1977
- Stachys araucana Phil., 1895
- Stachys araxina Kopell., 1951
- Stachys arenaria Vahl, 1791
- Stachys arenariiformis Rouy, 1890
- Stachys argillicola Sebsebe, 1993
- Stachys aristata Greenm., 1904
- Stachys arrecta L.H.Bailey, 1920
- Stachys arriagana B.L.Turner, 1995
- Stachys arvensis (L.) L., 1763
- Stachys aspera Michx., 1803
- Stachys asperata Hedge, 1998
- Stachys asterocalyx Rech.f., 1941
- Stachys atherocalyx K.Koch, 1849
- Stachys aucheri Benth., 1848
- Stachys aurea Benth., 1848

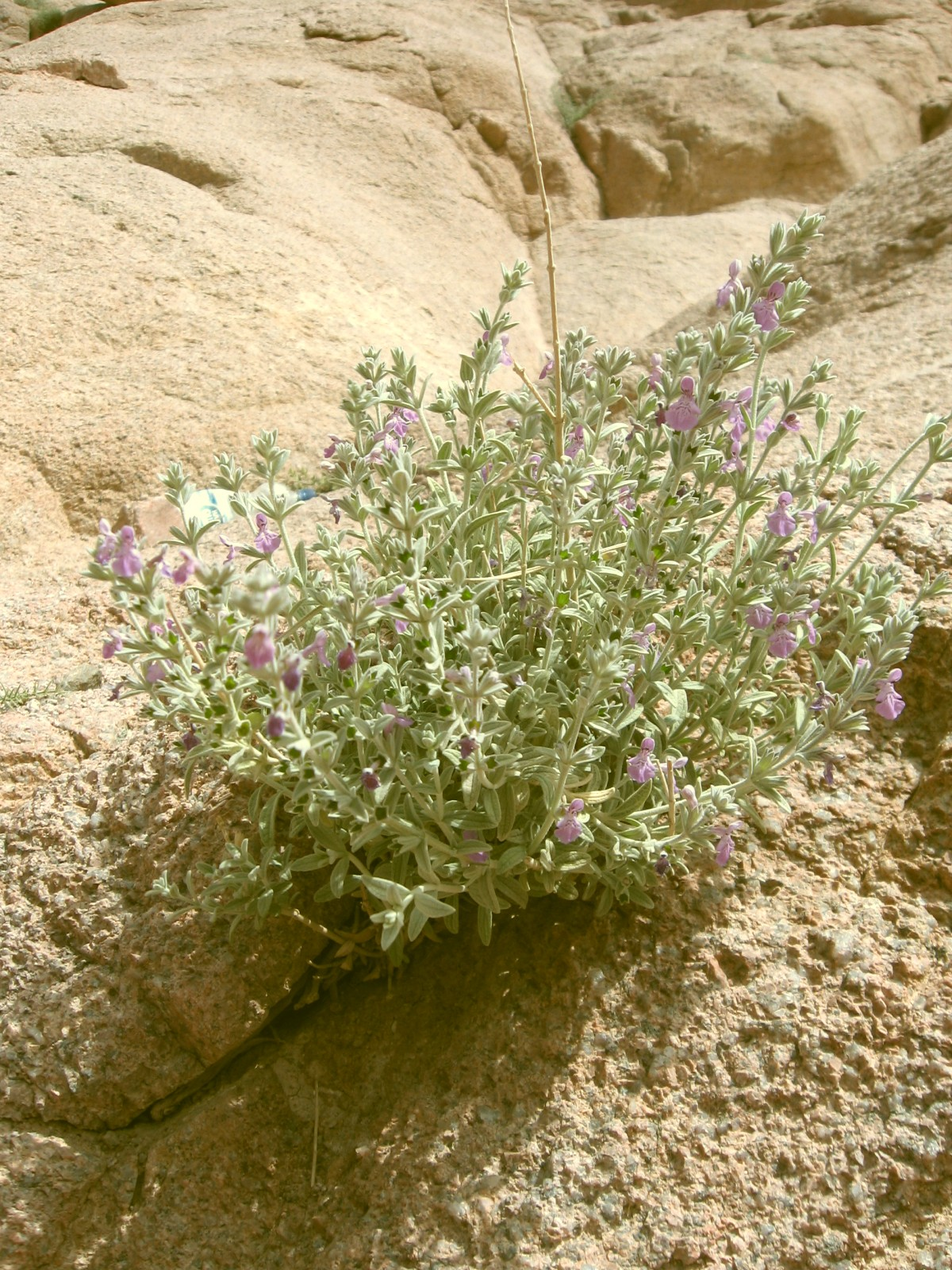
Stachys aegyptiaca
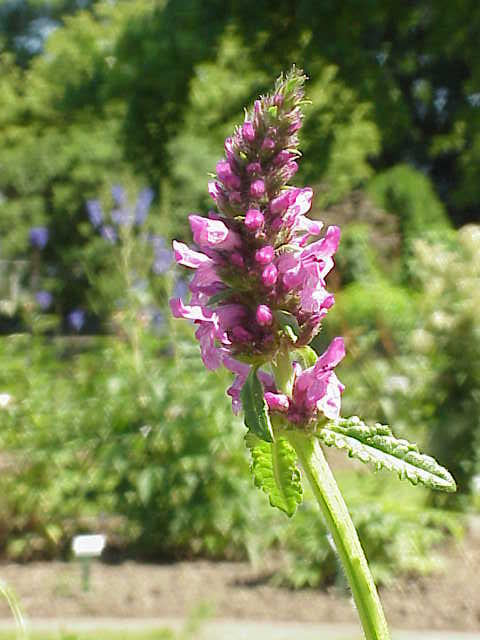
Stachys affinis
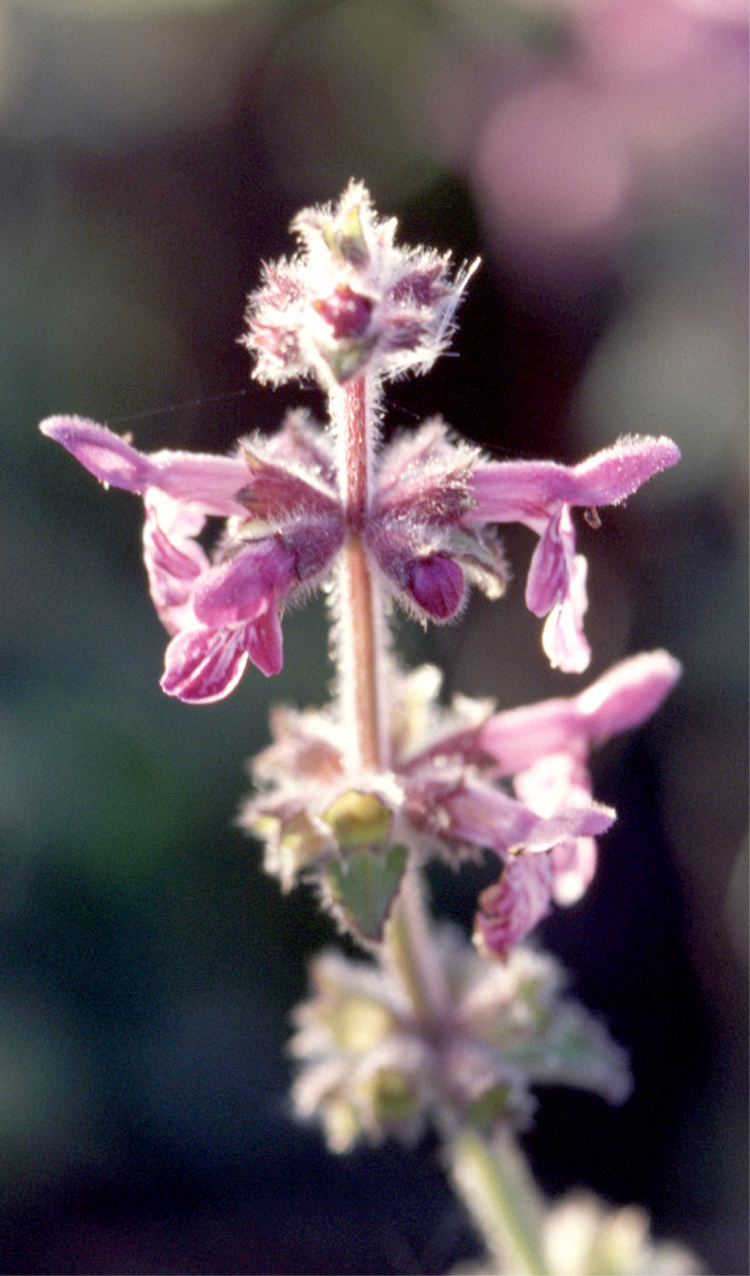
Stachys ajugoides
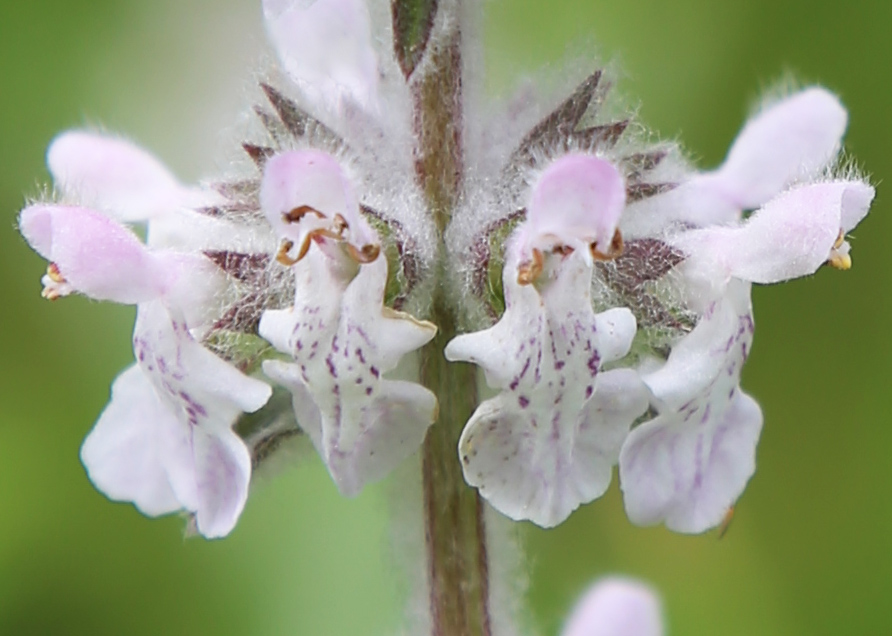
Stachys albens
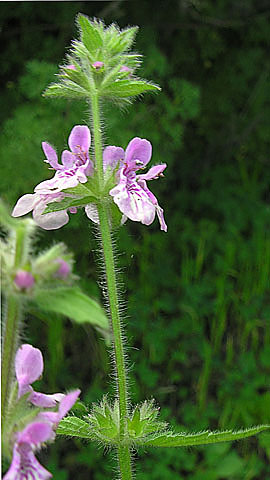
Stachys albicaulis
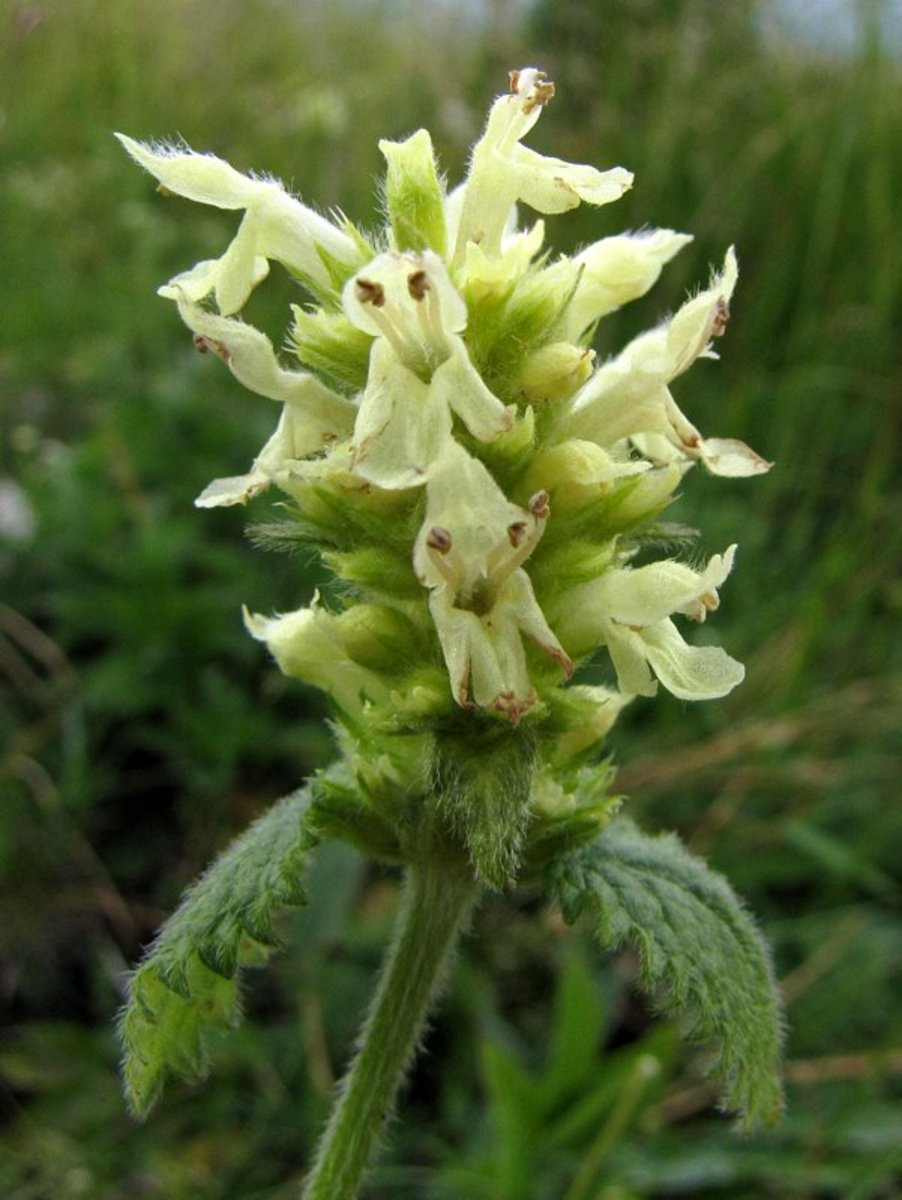
Stachys alopecuros
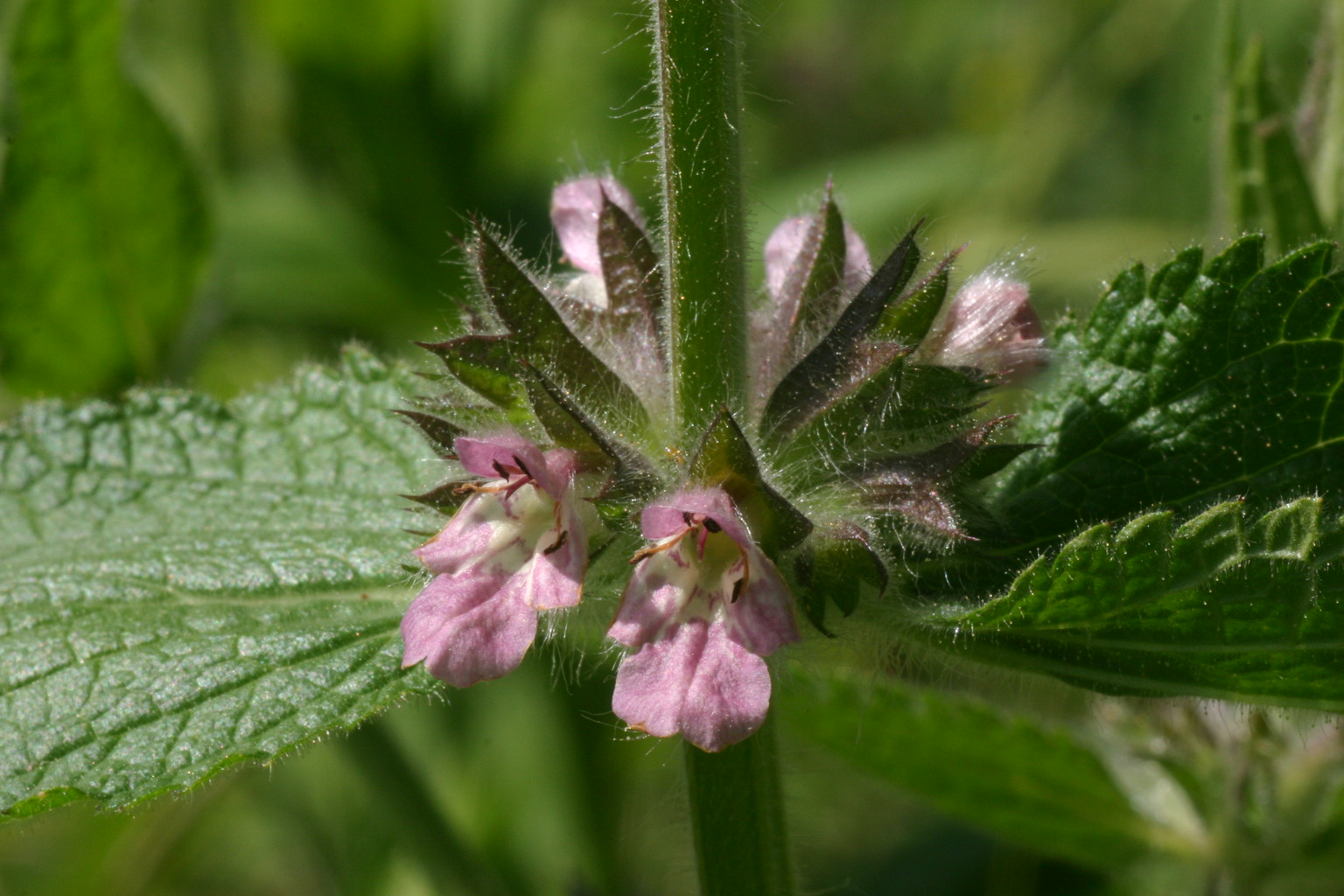
Stachys alpina
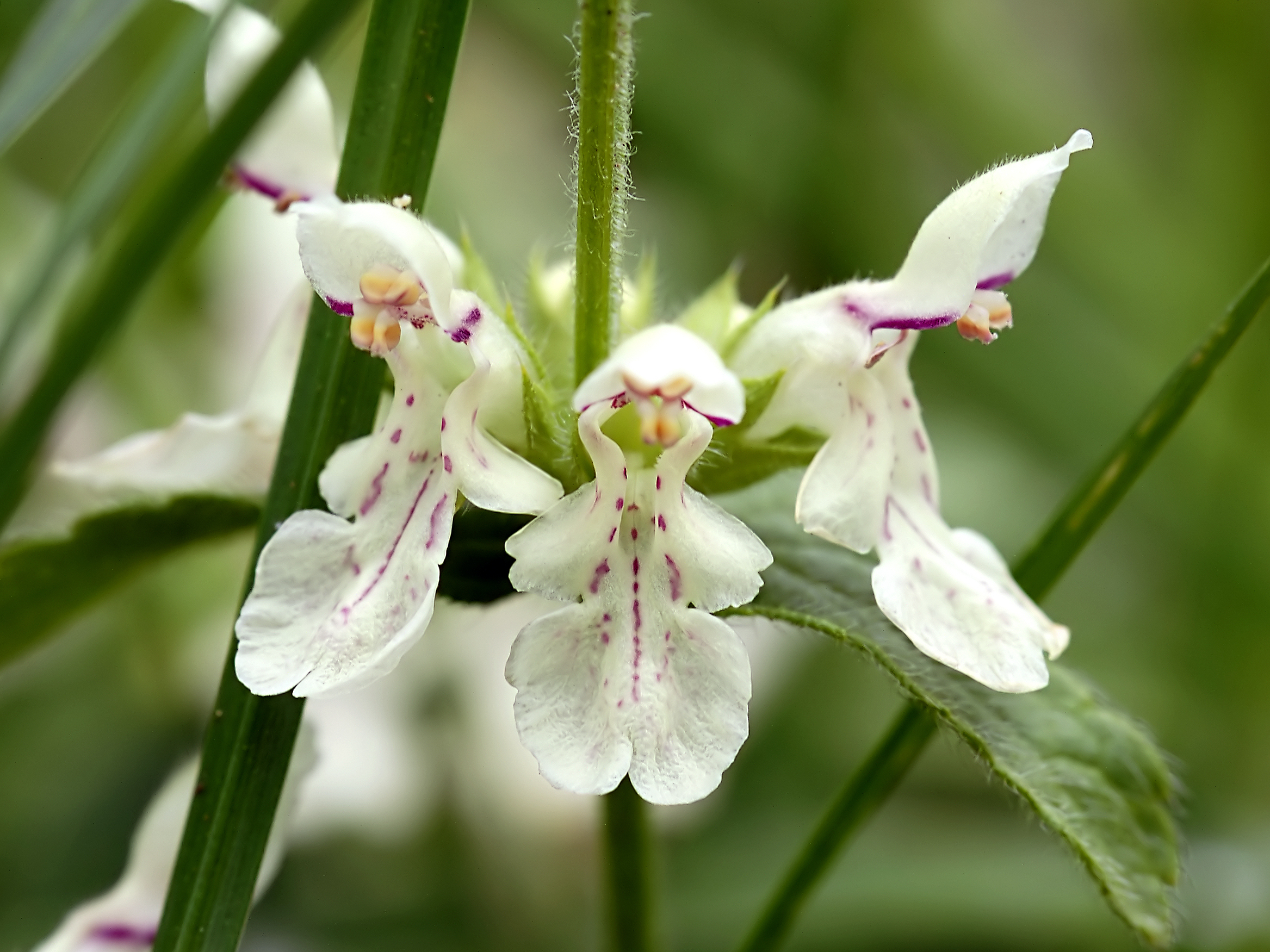
Stachys annua
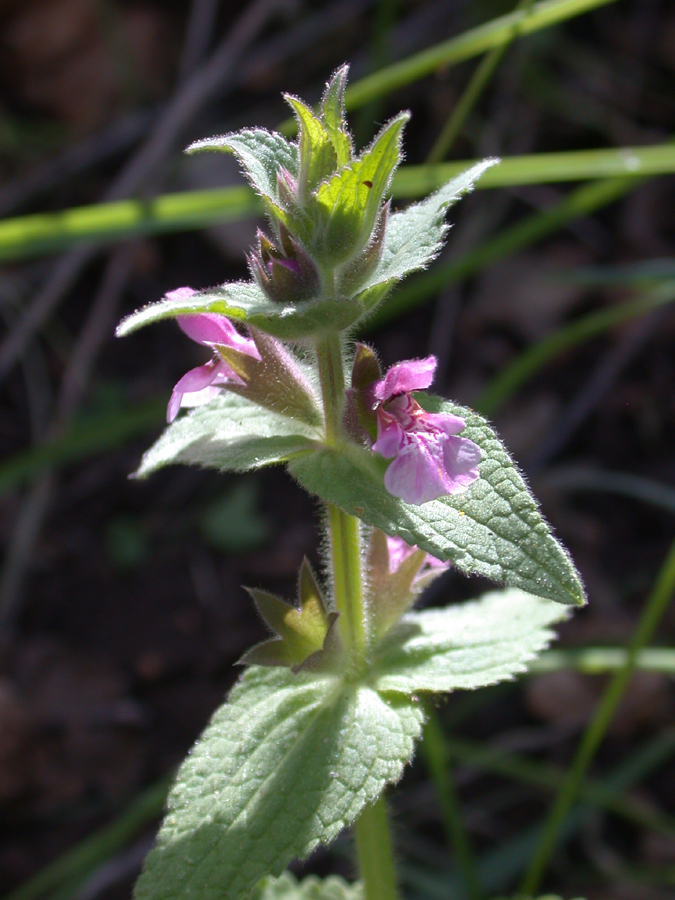
Stachys arabica
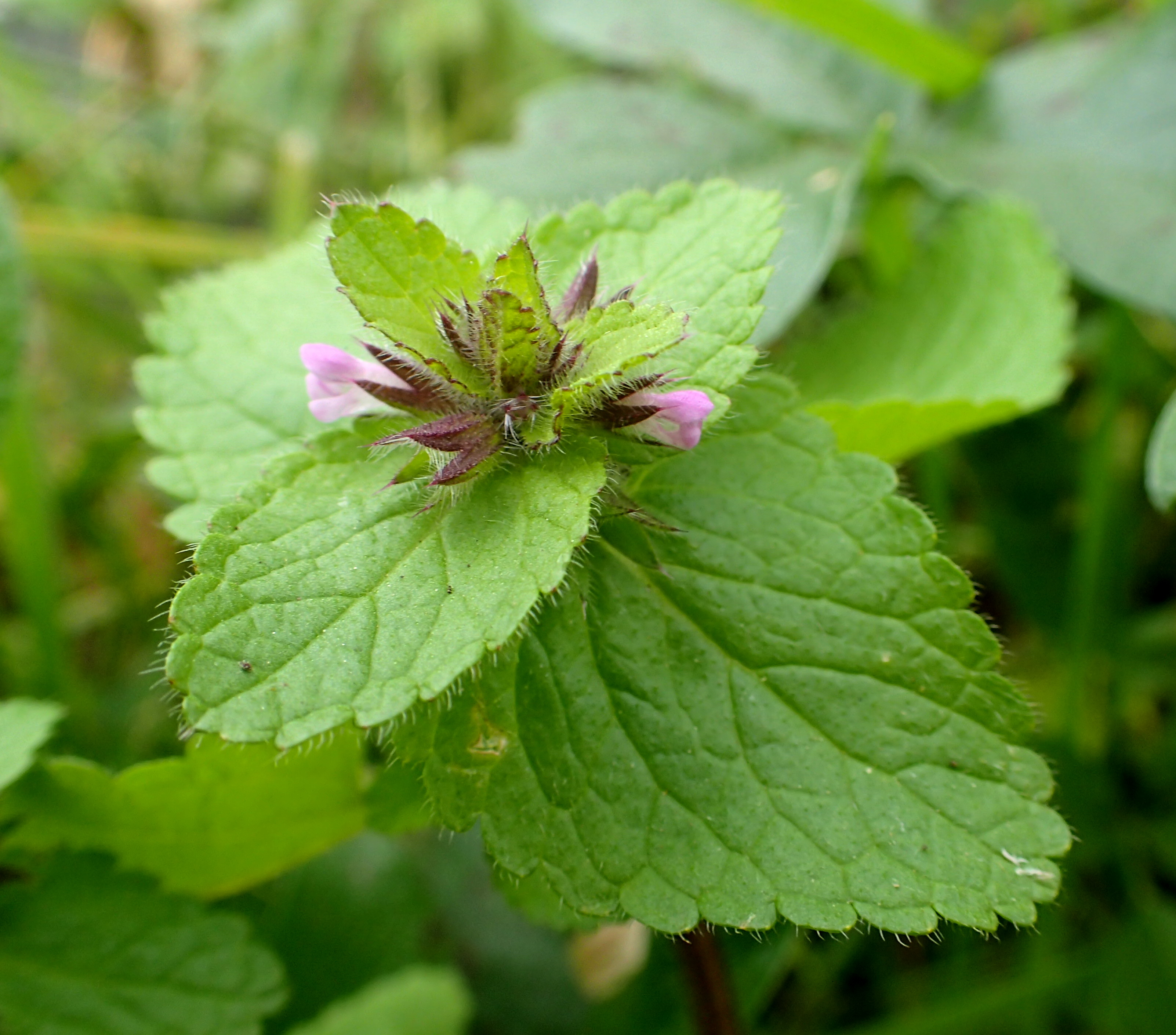
Stachys arvensis
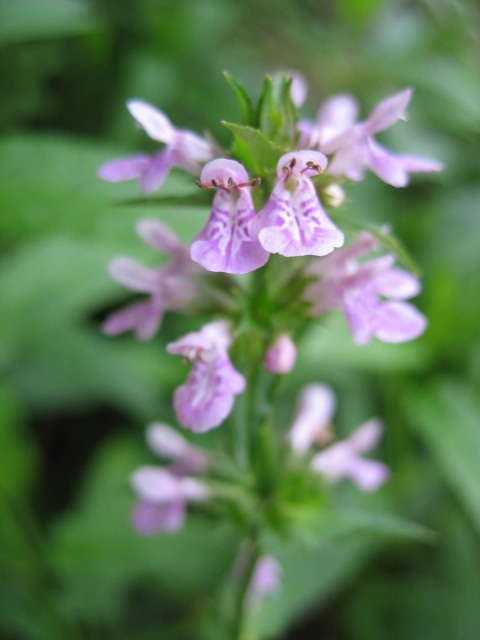
Stachys aspera

## B
- Stachys babunensis Micevski, 1992
- Stachys bakeri Briq., 1896
- Stachys balansae Boiss. & Kotschy, 1879
- Stachys balensis Sebsebe, 1993
- Stachys ballotiformis Vatke, 1875
- Stachys bayburtensis R.Bhattacharjee & Hub.-Mor., 1974
- Stachys baytopiorum Kit Tan & Yildiz, 1989
- Stachys beckeana Dörfl. & Hayek, 1918
- Stachys benthamiana Boiss., 1879
- Stachys bergii G.A.Mulligan & D.B.Munro, 1990
- Stachys betoniciflora Rupr., 1869
- Stachys biflora Hook. & Arn., 1833
- Stachys bigelovii A.Gray, 1872
- Stachys bizensis Schweinf. ex Penzig, 1893
- Stachys bogotensis Kunth, 1818
- Stachys bolusii Skan, 1910
- Stachys bombycina Boiss., 1853
- Stachys boraginoides Schltdl. & Cham., 1830
- Stachys brachiata Bojer ex Benth., 1834
- Stachys brachyclada Noë ex Coss., 1854
- Stachys brantii Benth., 1848
- Stachys bridgesii Benth., 1834
- Stachys bullata Benth., 1834
- Stachys burchelliana Launert, 1968
- Stachys burgsdorffioides (Benth.) Boiss., 1853
- Stachys buttleri R.R.Mill, 1980
- Stachys byzantina K.Koch, 1849

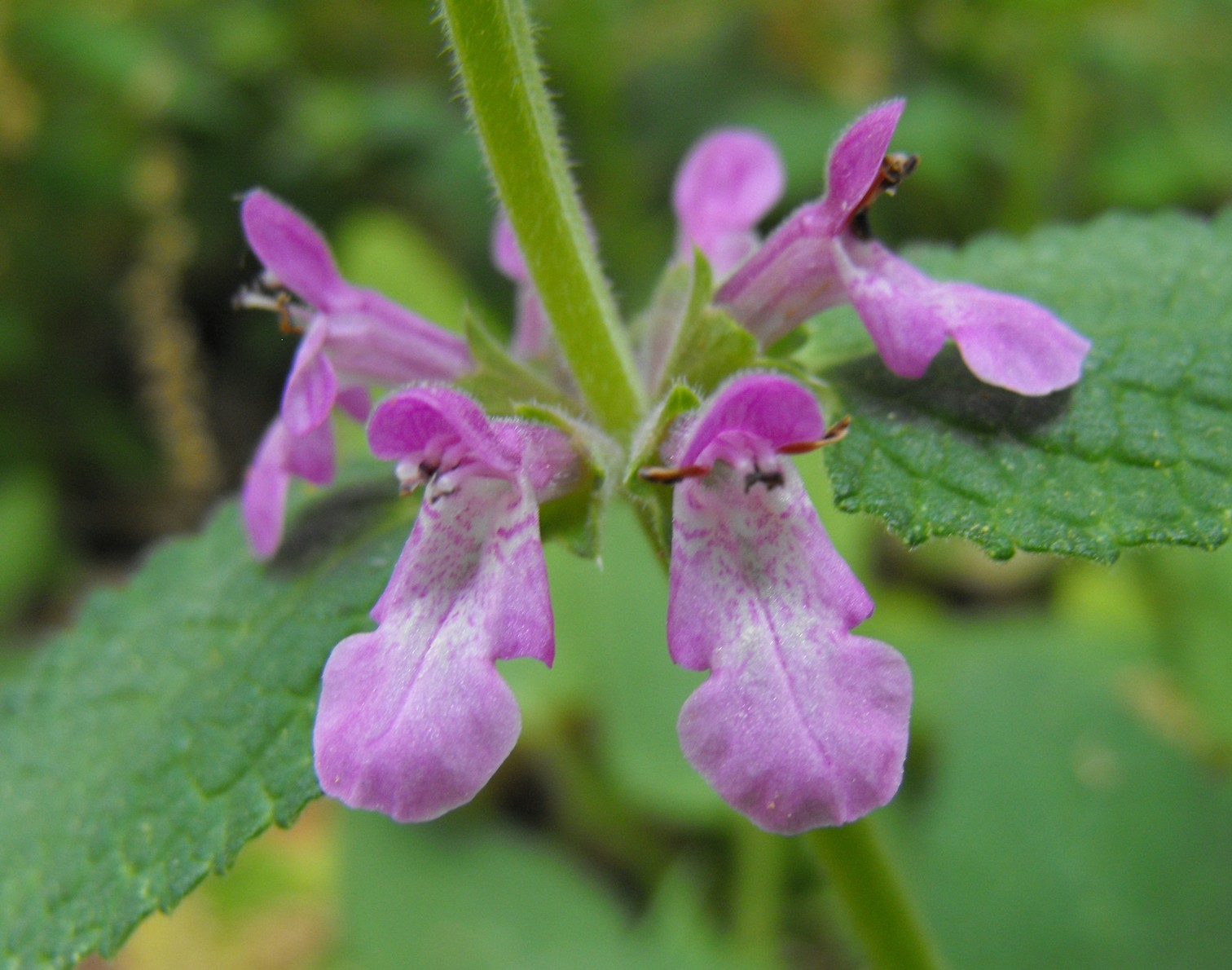
Stachys bullata
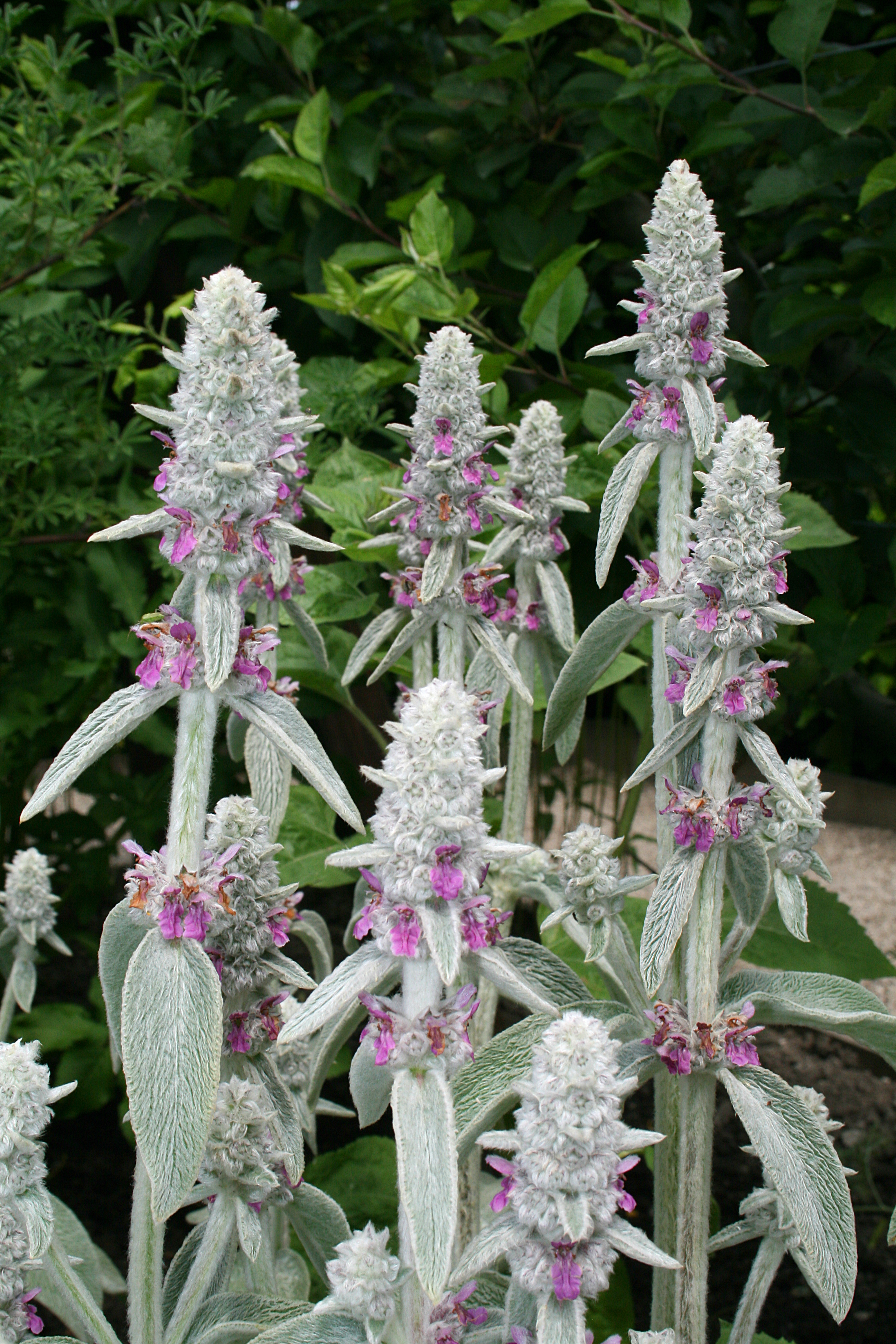
Stachys byzantina

## C
- Stachys caffra E.Mey. ex Benth., 1848
- Stachys calcicola Epling, 1944
- Stachys candida Bory & Chaub., 1832
- Stachys canescens Bory & Chaub., 1832
- Stachys cataonica R.Bhattacharjee & Hub.-Mor., 1974
- Stachys chamissonis Benth., 1831
- Stachys chasmosericea Ayasligil & P.H.Davis, 1984
- Stachys chinensis Bunge ex Benth., 1834
- Stachys choruhensis Kit Tan & Sorger, 1987
- Stachys chrysantha Boiss. & Heldr., 1846
- Stachys circinata L'Hér., 1786
- Stachys citrina Boiss. & Heldr. ex Benth., 1848
- Stachys clingmanii Small, 1903
- Stachys coccinea Ortega, 1797
- Stachys collina Brandegee, 1909
- Stachys comosa Codd, 1986
- Stachys cordata Riddell, 1836
- Stachys cordifolia Prain, 1890
- Stachys corsica Pers., 1806
- Stachys cretica L., 1753
- Stachys cuneata Banks ex Benth., 1834
- Stachys cydni Kotschy ex Gemici & Leblebici, 1998
- Stachys cymbalaria Briq., 1903

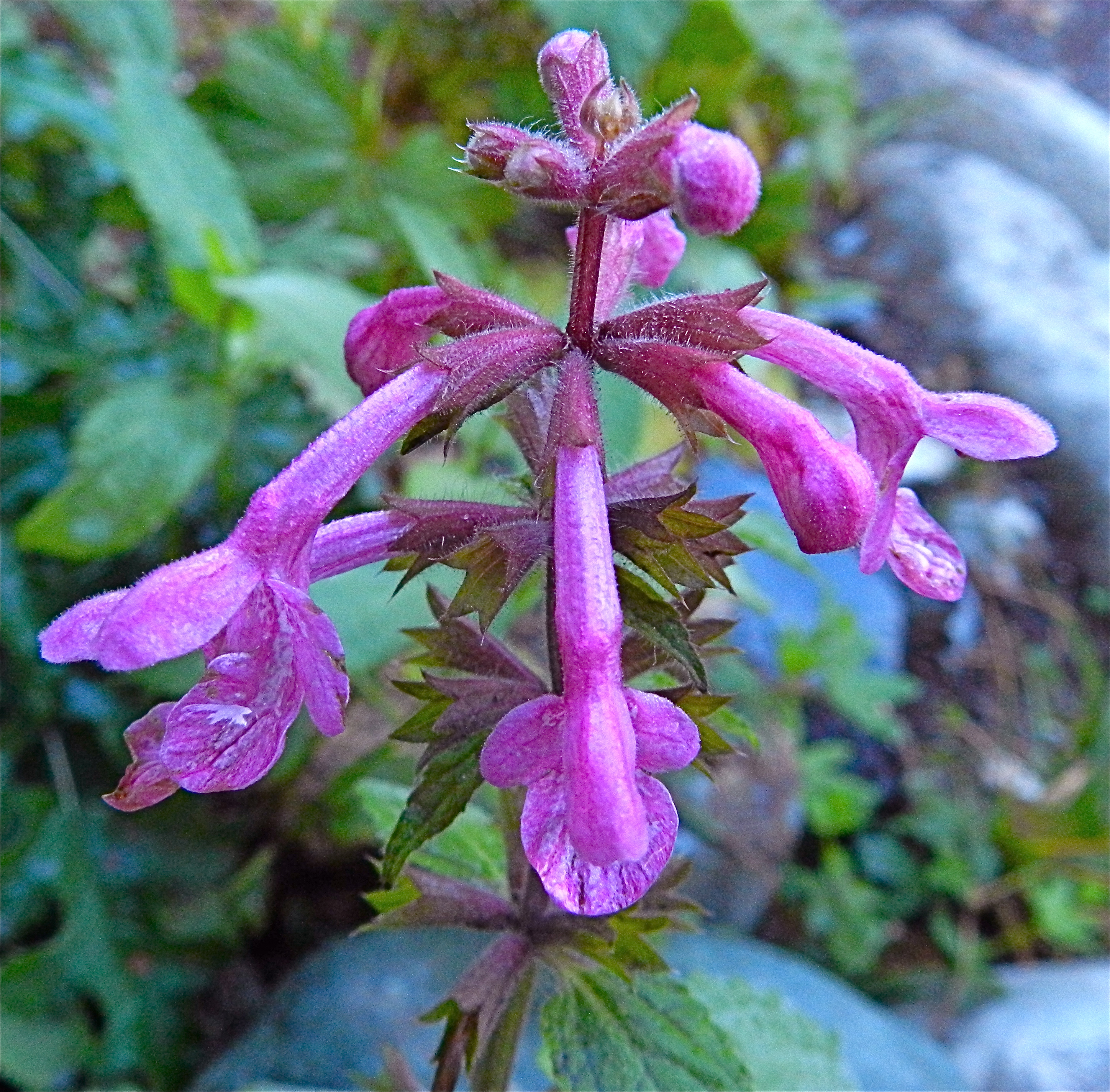
Stachys chamissonis
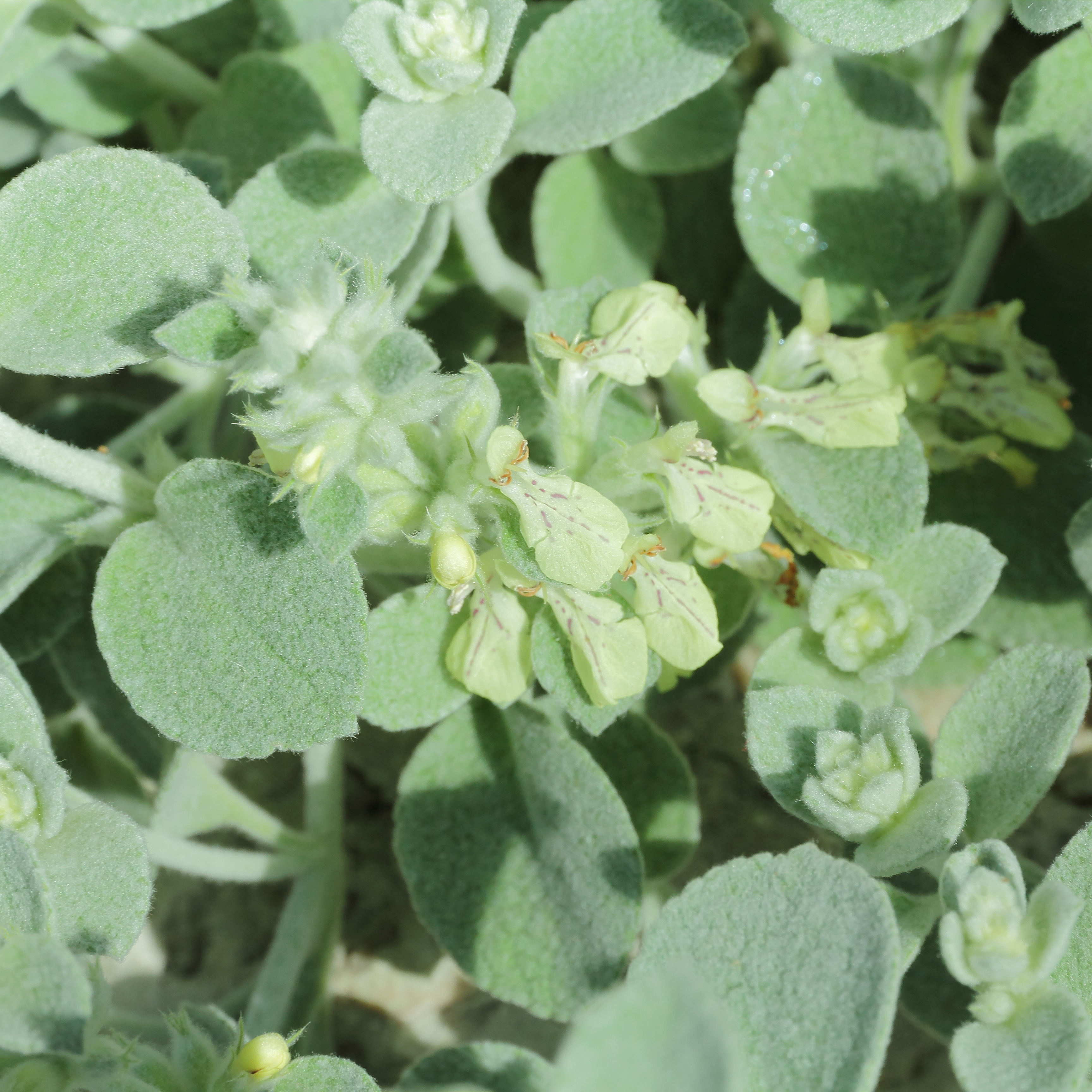
Stachys chrysantha
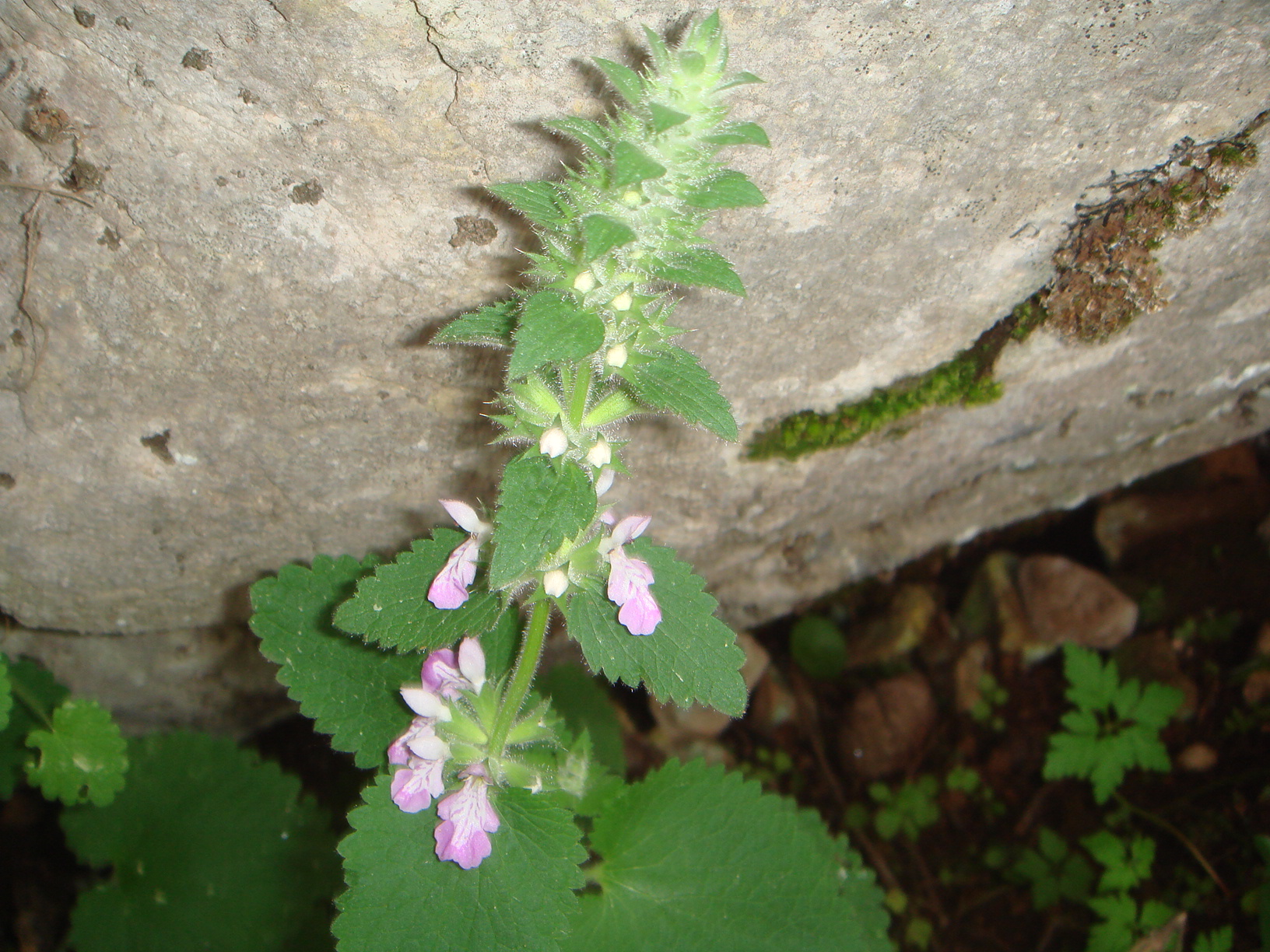
Stachys circinata
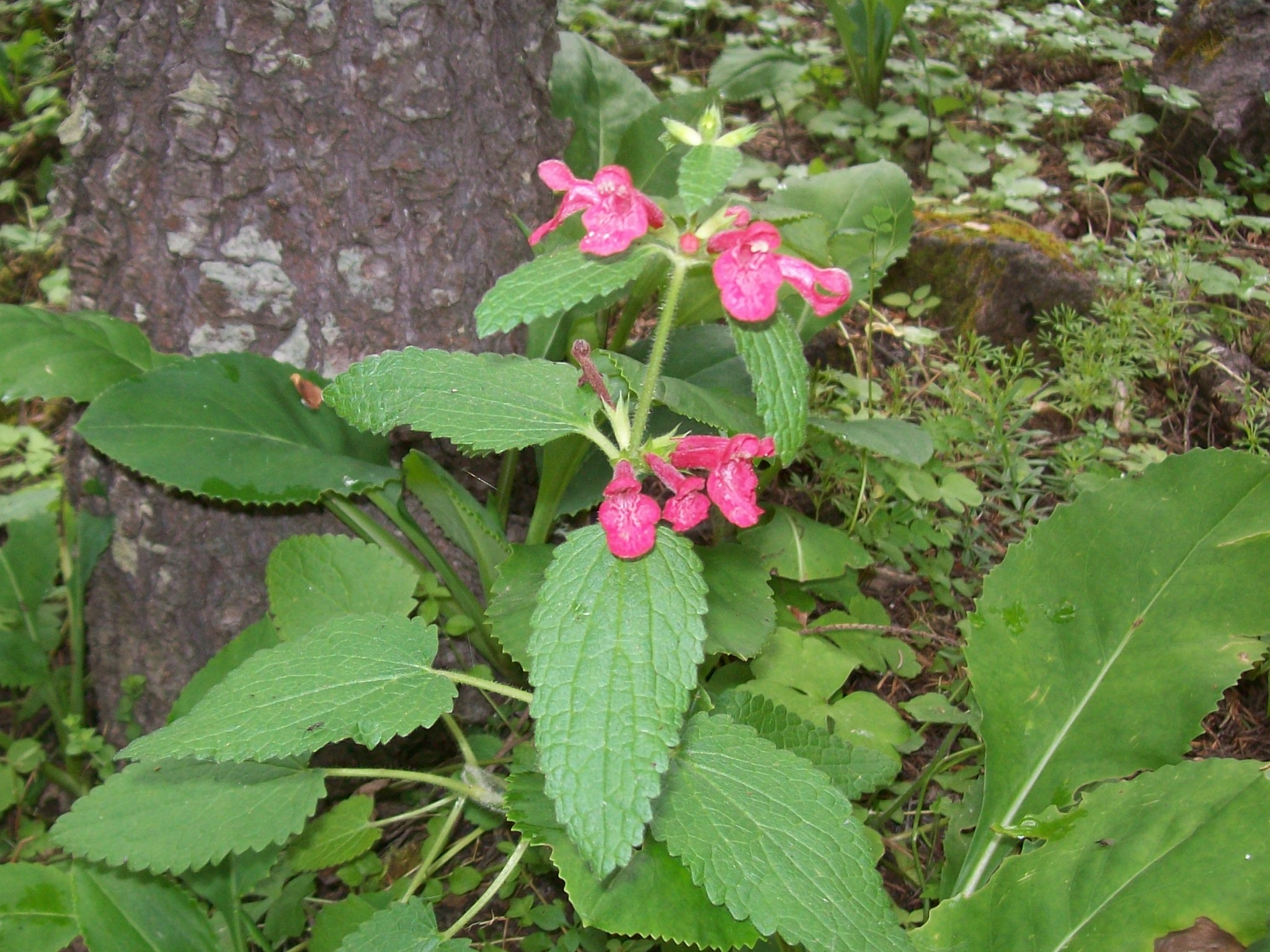
Stachys coccinea
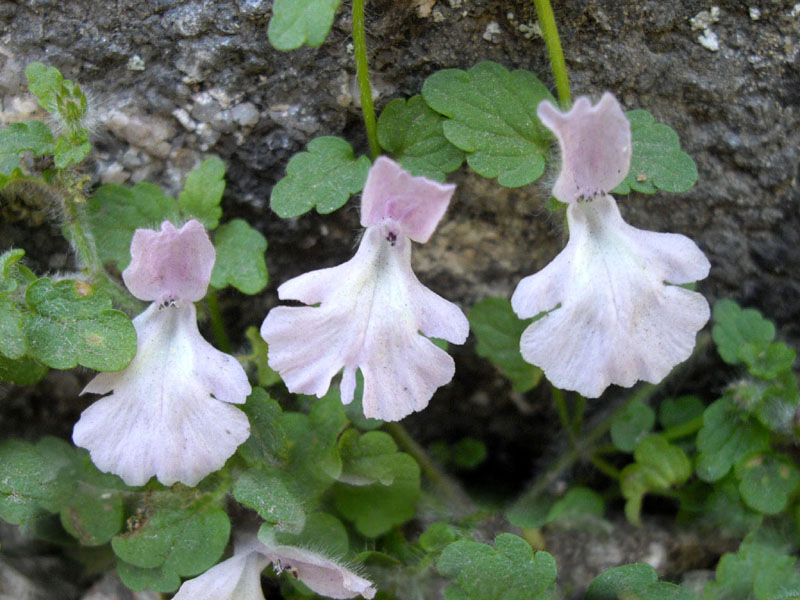
Stachys corsica

## D
- Stachys darcyana A.Pool, 2007
- Stachys debilis Kunth, 1818
- Stachys didymantha Brenan, 1954
- Stachys dinteri Launert, 1957
- Stachys discolor Benth., 1834
- Stachys distans Benth., 1848
- Stachys diversifolia Boiss., 1853
- Stachys dregeana Benth., 1838
- Stachys drummondii Benth., 1834
- Stachys durandiana Coss., 1873
- Stachys duriaei Noë, 1855

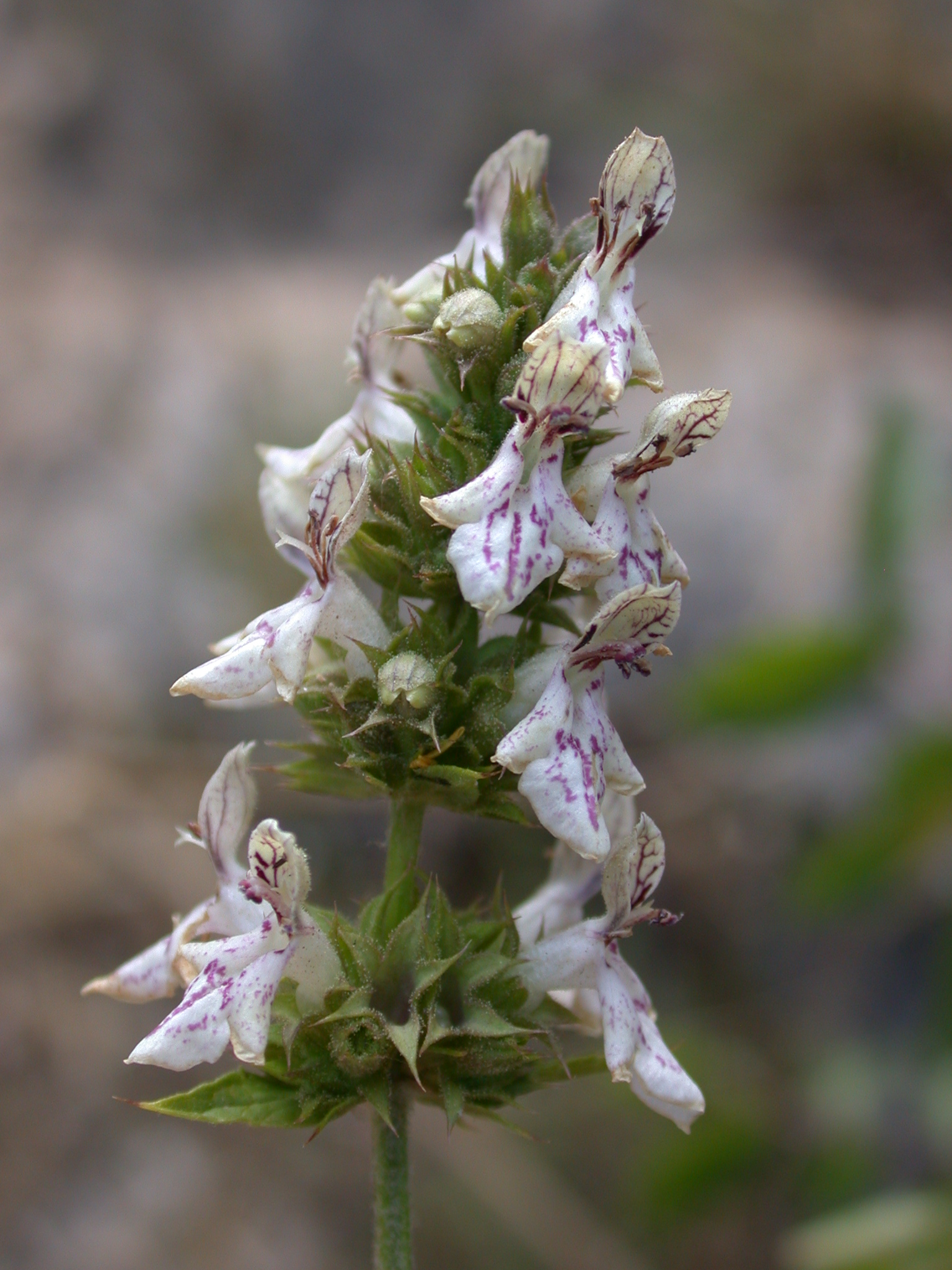
Stachys distans

## E
- Stachys ehrenbergii Boiss., 1879
- Stachys elliptica Kunth, 1818
- Stachys eplingii J.B.Nelson, 1979
- Stachys erectiuscula Gürke, 1900
- Stachys eremicola Epling, 1934
- Stachys eriantha Benth., 1834
- Stachys euadenia P.H.Davis, 1951
- Stachys euboica Rech.f., 1961

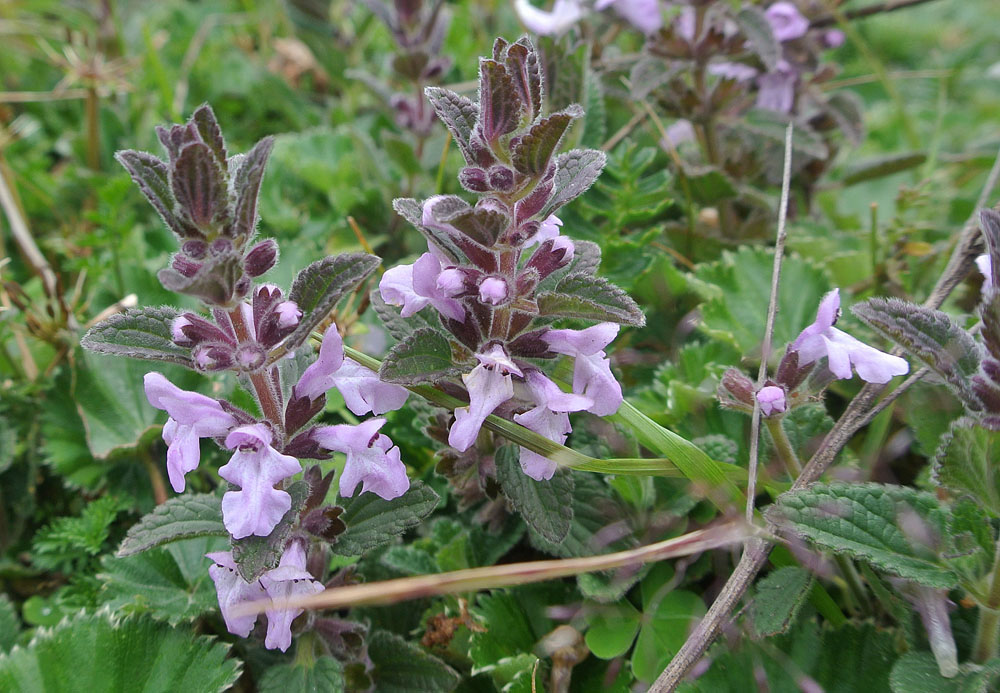
Stachys elliptica

## F
- Stachys fendleri Briq., 1898
- Stachys flavescens Benth., 1838
- Stachys flexuosa Skan, 1910
- Stachys floccosa Benth., 1835
- Stachys floridana Shuttlew. ex Benth., 1835
- Stachys folifolia Hedge, 1998
- Stachys fominii Sosn. ex Grossh., 1932
- Stachys fontqueri Pau, 1924
- Stachys forsythii Hedge, 1998
- Stachys fragillima Bornm., 1899
- Stachys fruticulosa M.Bieb., 1808

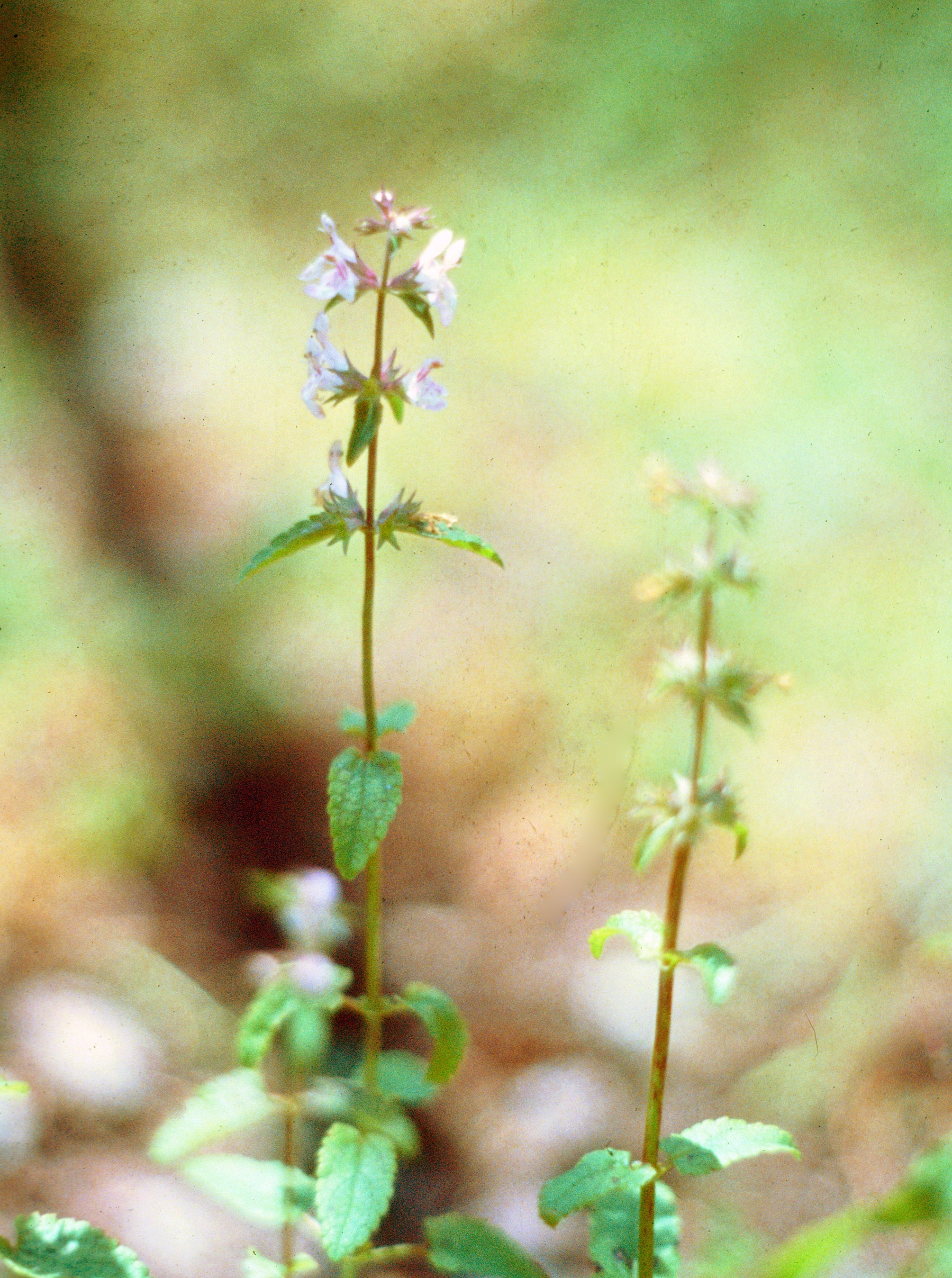
Stachys floridana
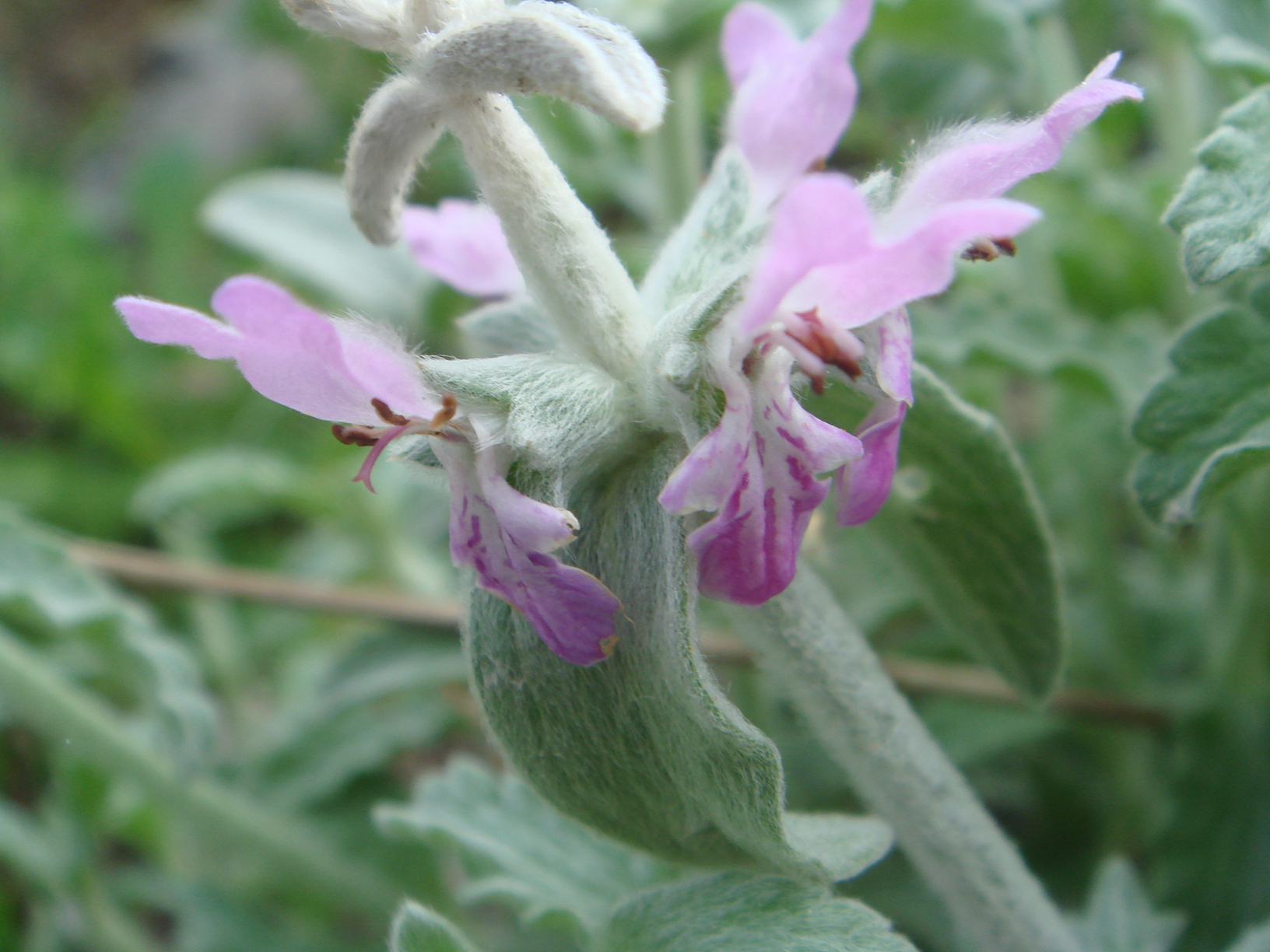
Stachys fontqueri

## G
- Stachys geobombycis C.Y.Wu, 1965
- Stachys germanica L., 1753
- Stachys gilliesii Benth., 1835
- Stachys glandulibracteata Y.B.Harv., 1996
- Stachys glandulifera Post, 1892
- Stachys glandulosa Hutch. & E.A.Bruce, 1941
- Stachys globosa Epling, 1934
- Stachys glutinosa L., 1753
- Stachys gossweileri G.Taylor, 1931
- Stachys graciliflora C.Presl, 1845
- Stachys graeca Boiss. & Heldr., 1853
- Stachys grandidentata Lindl., 1827
- Stachys grandifolia E.Mey., 1838
- Stachys graveolens Nábelek, 1926
- Stachys guyoniana Noë ex Batt., 1890

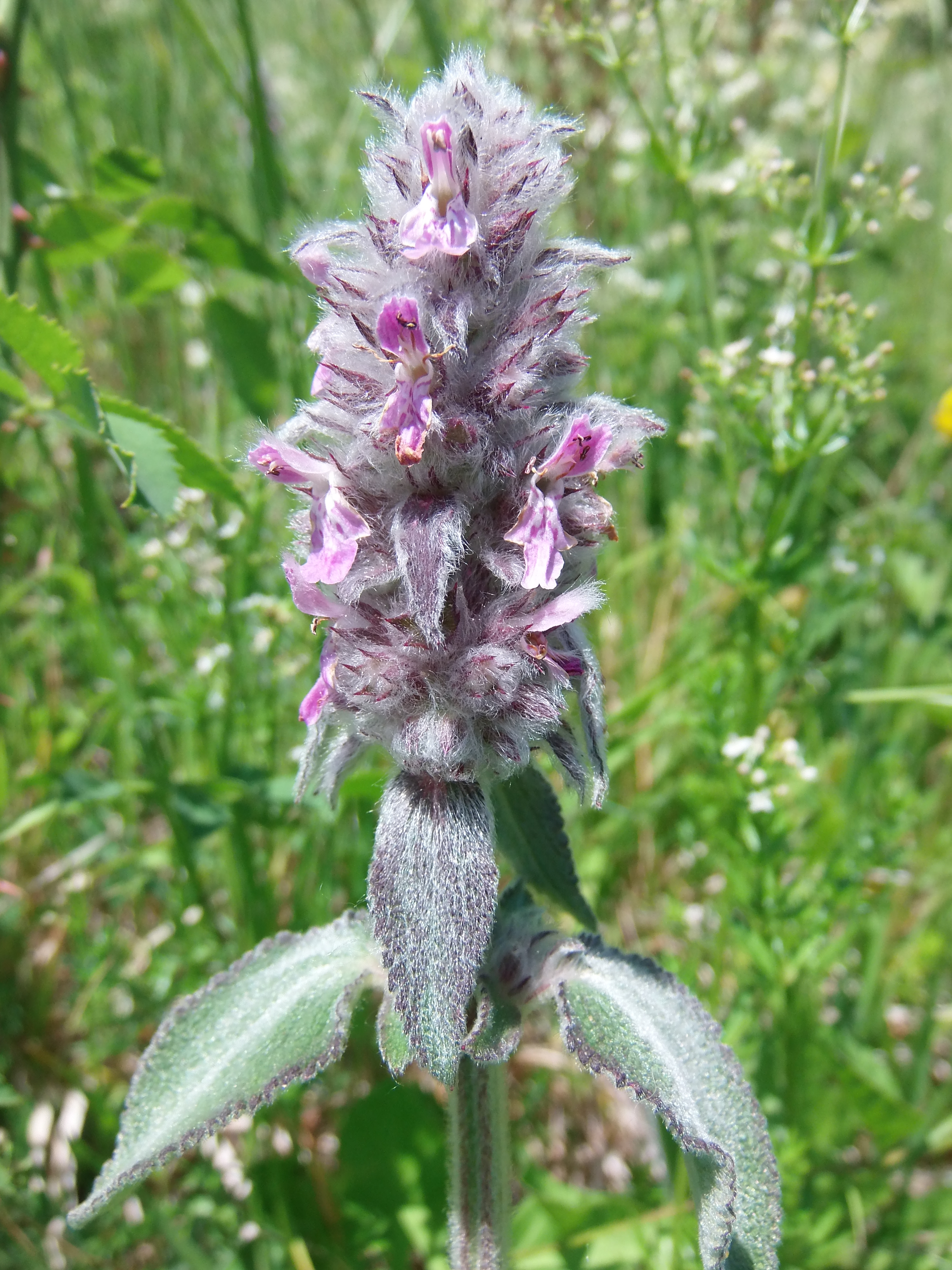
Stachys germanica
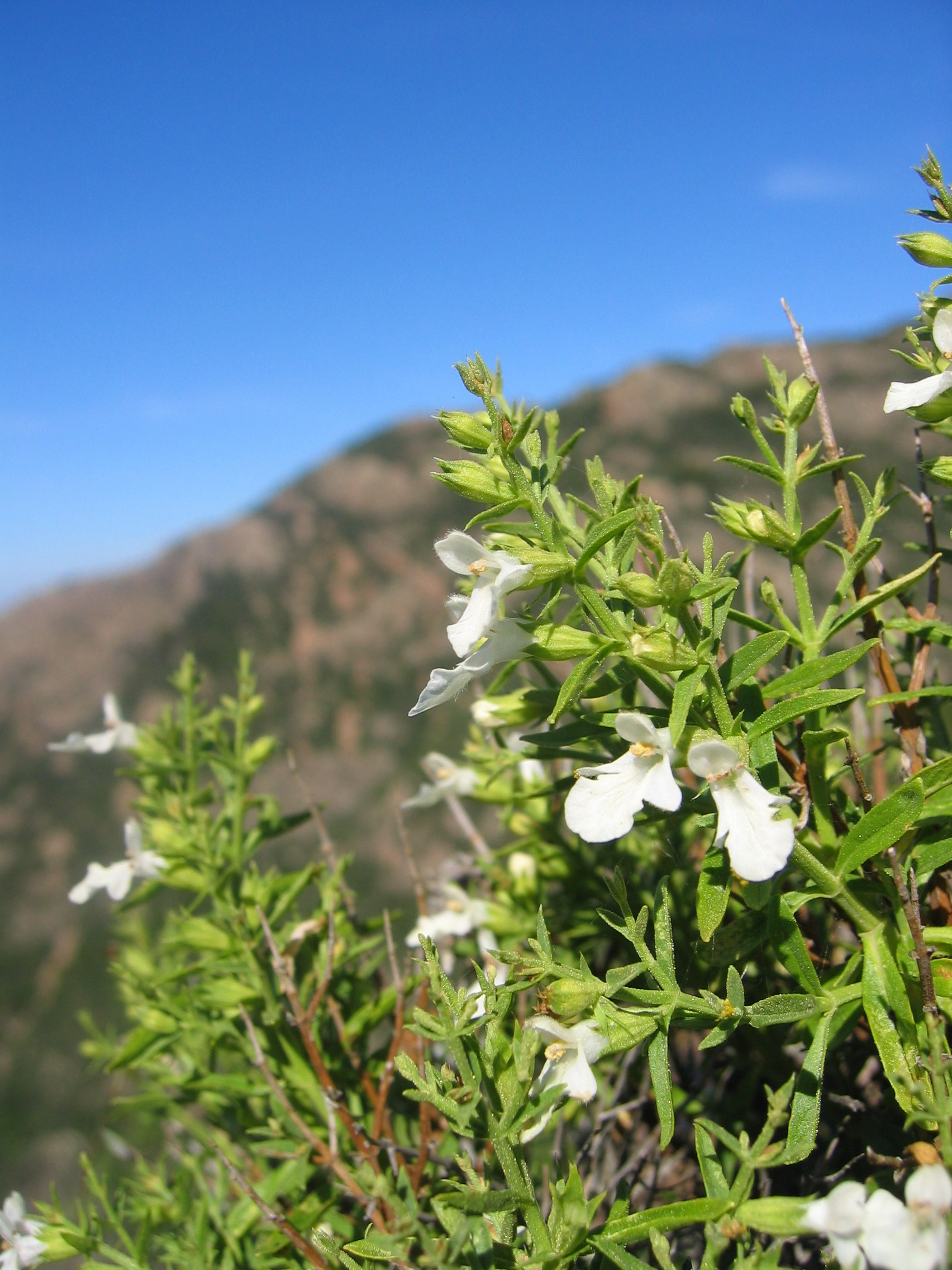
Stachys glutinosa

## H
- Stachys hamata Epling, 1934
- Stachys harleyana A.Pool, 2007
- Stachys hebens Epling, 1934
- Stachys heraclea All., 1785
- Stachys herrerae Epling, 1935
- Stachys herrerana Rzed. & Calderón, 1988
- Stachys hians Briq., 1898
- Stachys hildebrandtii Vatke, 1881
- Stachys hintoniorum B.L.Turner, 1995
- Stachys hispida Pursh, 1813
- Stachys hissarica Regel, 1886
- Stachys huber-morathii R.Bhattacharjee, 1974
- Stachys huetii Boiss., 1879
- Stachys huillensis Hiern, 1900
- Stachys humbertii Hedge, 1998
- Stachys humifusa Burch. ex Benth., 1834
- Stachys hydrophila Boiss., 1853
- Stachys hyssopifolia Michx., 1803
- Stachys hyssopoides Burch. ex Benth., 1834

## I
- Stachys iberica M.Bieb., 1808
- Stachys iltisii J.B.Nelson, 2008
- Stachys inanis Hausskn. & Bornm., 1925
- Stachys inclusa Epling, 1934
- Stachys inflata Benth., 1834
- Stachys intermedia Aiton, 1789
- Stachys ionica Halácsy, 1908
- Stachys iraqensis R.Bhattacharjee, 1974
- Stachys iva Griseb., 1844
- Stachys ixodes Boiss. & Hausskn., 1879

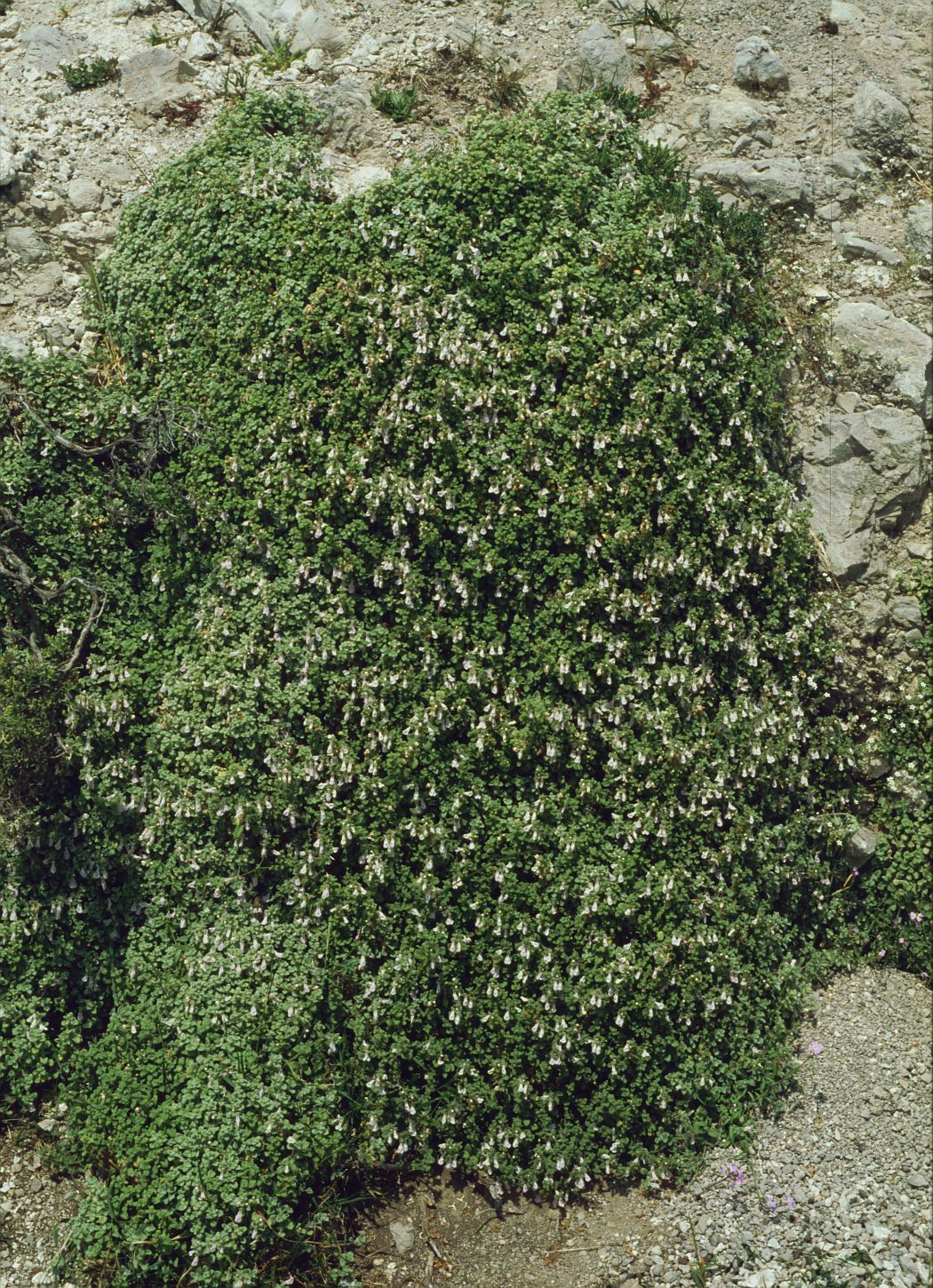
Stachys ionica

## J
- Stachys jaimehintonii B.L.Turner, 1994
- Stachys jijigaensis Sebsebe, 1993

## K
- Stachys keerlii Benth., 1834
- Stachys kermanshahensis Rech.f., 1980
- Stachys ketenoglui Kaynak, Daskin & Yilmaz, 2009
- Stachys koelzii Rech.f., 1982
- Stachys komarovii Knorring, 1953
- Stachys kotschyi Boiss. & Hohen., 1844
- Stachys kouyangensis (Vaniot) Dunn, 1913
- Stachys kulalensis Sebsebe, 1993
- Stachys kuntzei Gürke, 1898
- Stachys kurdica Boiss. & Hohen., 1844

## L
- Stachys lamarckii Benth., 1834
- Stachys lamioides Benth., 1846
- Stachys langmaniae Rzed. & Calderón, 1988
- Stachys lanigera (Bornm.) Rech.f., 1941
- Stachys latidens Small, 1901
- Stachys lavandulifolia Vahl, 1790
- Stachys laxa Boiss. & Buhse, 1860
- Stachys leucoglossa Griseb., 1844
- Stachys libanotica Benth., 1848
- Stachys lindenii Benth., 1848
- Stachys linearis Burch. ex Benth., 1834
- Stachys longiflora Boiss. & Balansa, 1859
- Stachys longispicata Boiss. & Kotschy, 1879
- Stachys lyallii Benth., 1834

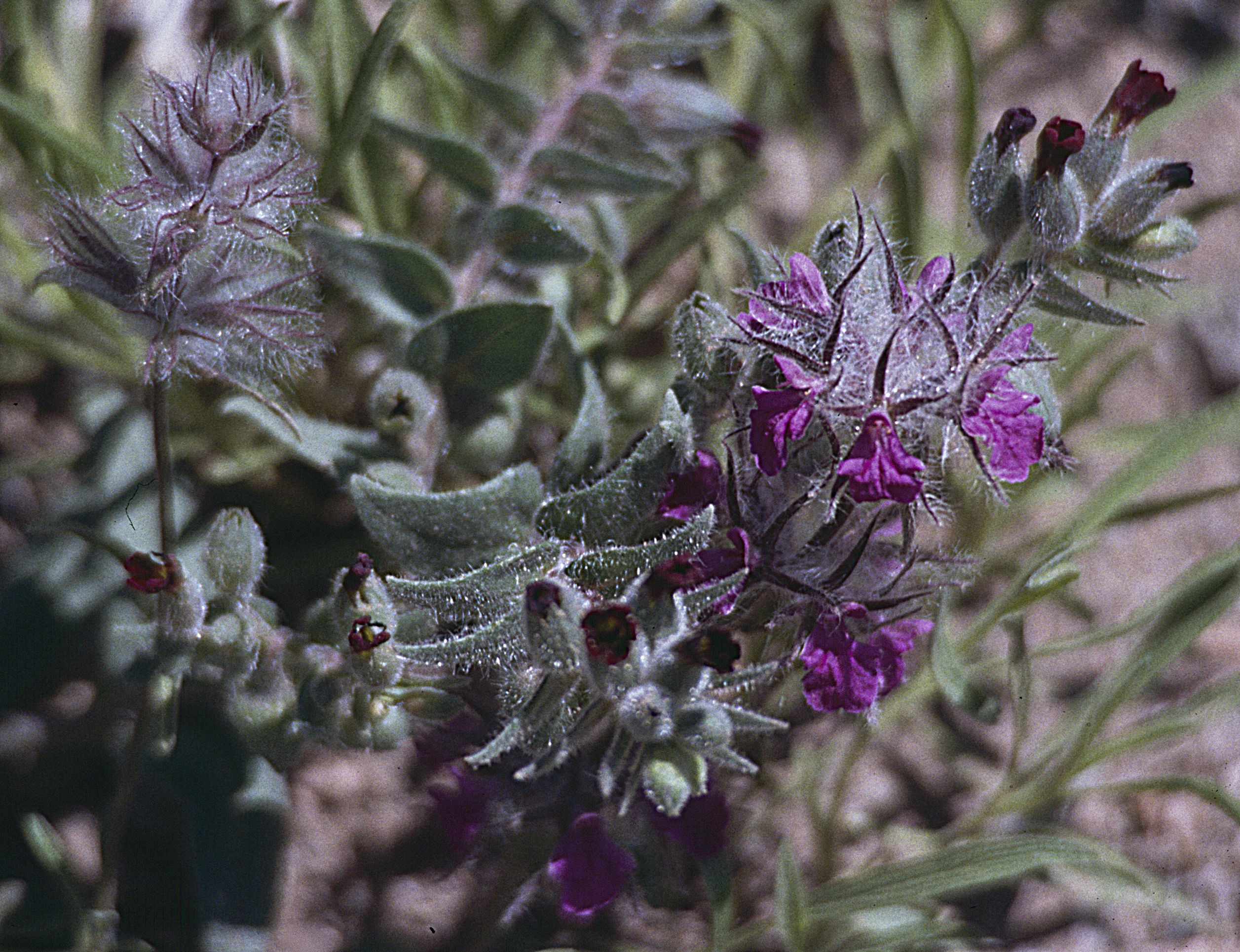
Stachys lavandulifolia

## M
- Stachys macraei Benth., 1831
- Stachys macrantha (K.Koch) Stearn, 1951
- Stachys macrophylla Albov, 1895
- Stachys macrostachys  (Wender.) Briq., 1896
- Stachys macrotricha Rech.f. & Goulimy, 1957
- Stachys manantlanensis B.L.Turner, 1995
- Stachys mandoniana Briq., 1898
- Stachys marashica Ilçim, Çenet & Dadandi, 2008
- Stachys mardinensis (Post) R.R.Mill, 1980
- Stachys maritima Gouan, 1764
- Stachys marrubiifolia Viv.. 1825
- Stachys matthewsii G.P.Fleming, J.B.Nelson & J.F.Towns., 2011
- Stachys mayorii Briq., 1913
- Stachys megalodonta Hausskn. & Bornm. ex P.H.Davis, 1951
- Stachys melampyroides Hand.-Mazz., 1913
- Stachys melissifolia Benth., 1834
- Stachys menthifolia Vis., 1829
- Stachys menthoides Kotschy & Boiss., 1879
- Stachys mexicana Benth., 1834
- Stachys mialhesii Noë, 1855
- Stachys milanii Petrov ex Magnier, 1887
- Stachys mohinora B.L.Turner, 1995
- Stachys mollissima Willd., 1805
- Stachys moorei B.L.Turner, 1995
- Stachys mouretii Batt. & Pit., 1918
- Stachys mucronata Sieber ex Spreng., 1825
- Stachys multicaulis Benth., 1848
- Stachys munzurdagensis R.Bhattacharjee, 1974
- Stachys musili Velen., 1911

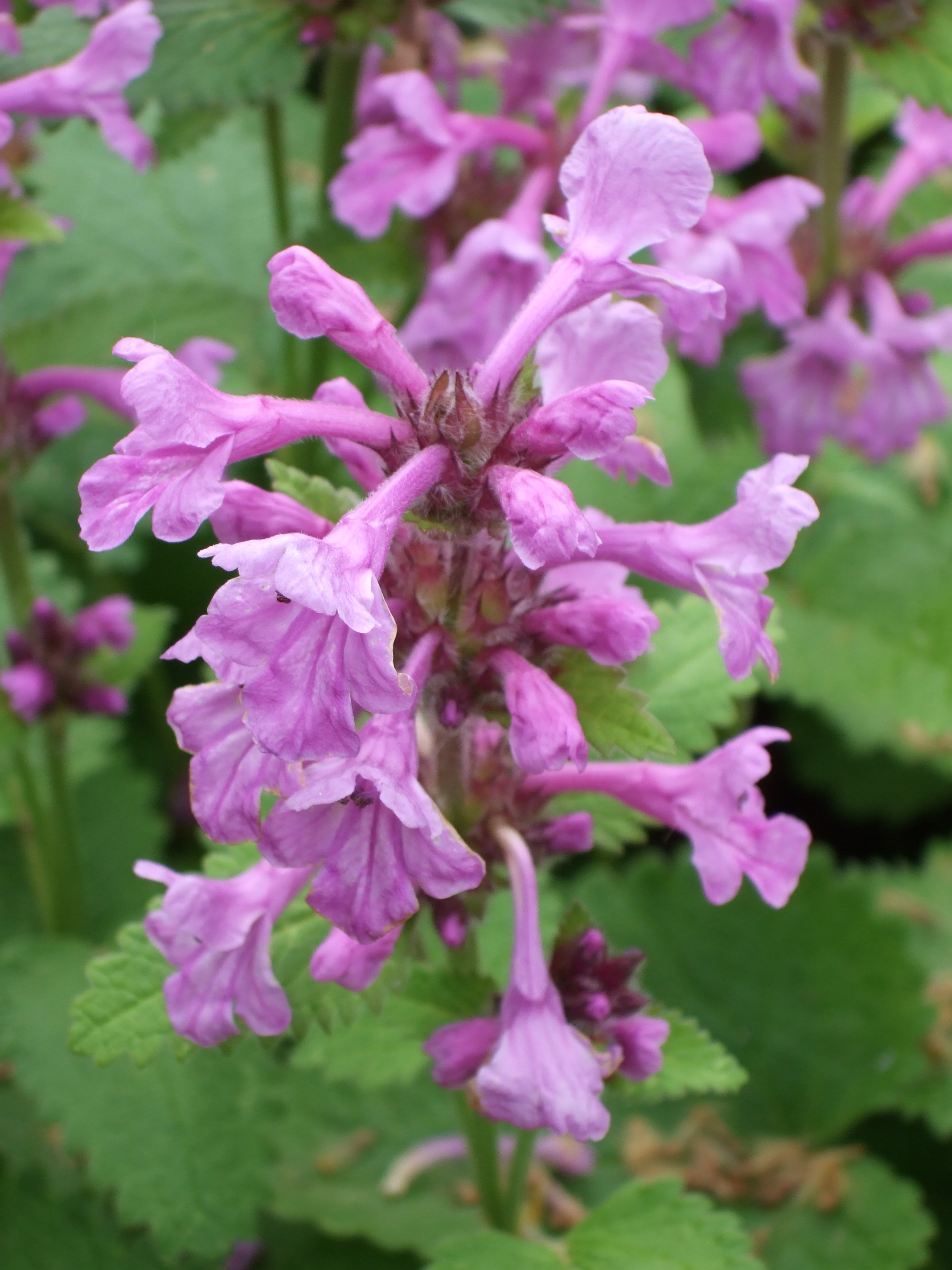
Stachys macrantha
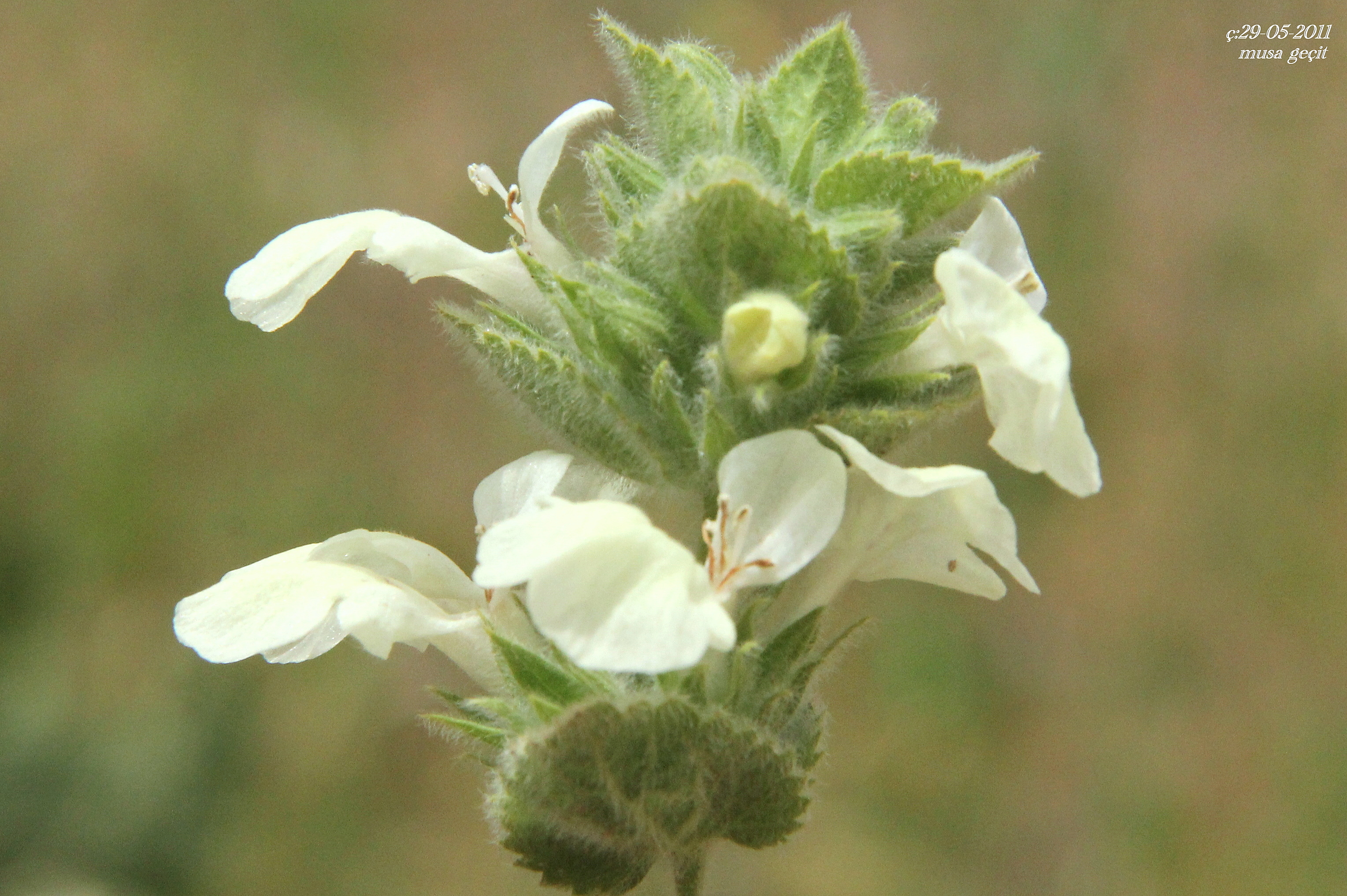
Stachys mardinensis
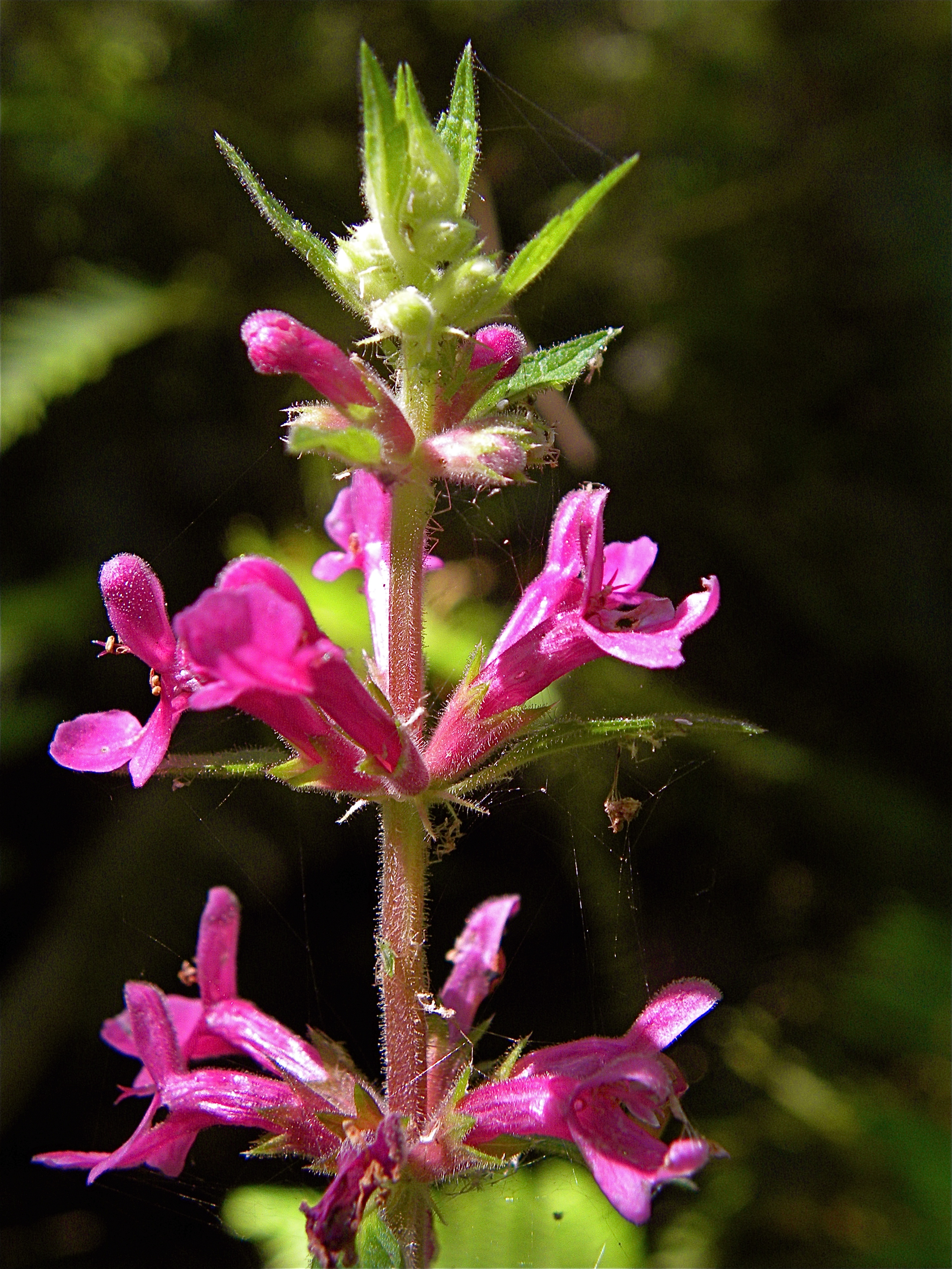
Stachys mexicana

## N
- Stachys namazdaghensis Yıld., 2010
- Stachys natalensis Hochst., 1845
- Stachys nemorivaga Briq., 1894
- Stachys nepetifolia Desf., 1807
- Stachys nephrophylla Rech.f., 1980
- Stachys neurocalycina Boiss., 1853
- Stachys nigricans Benth., 1838
- Stachys nivea Labill., 1809
- Stachys nubilorum Epling, 1934

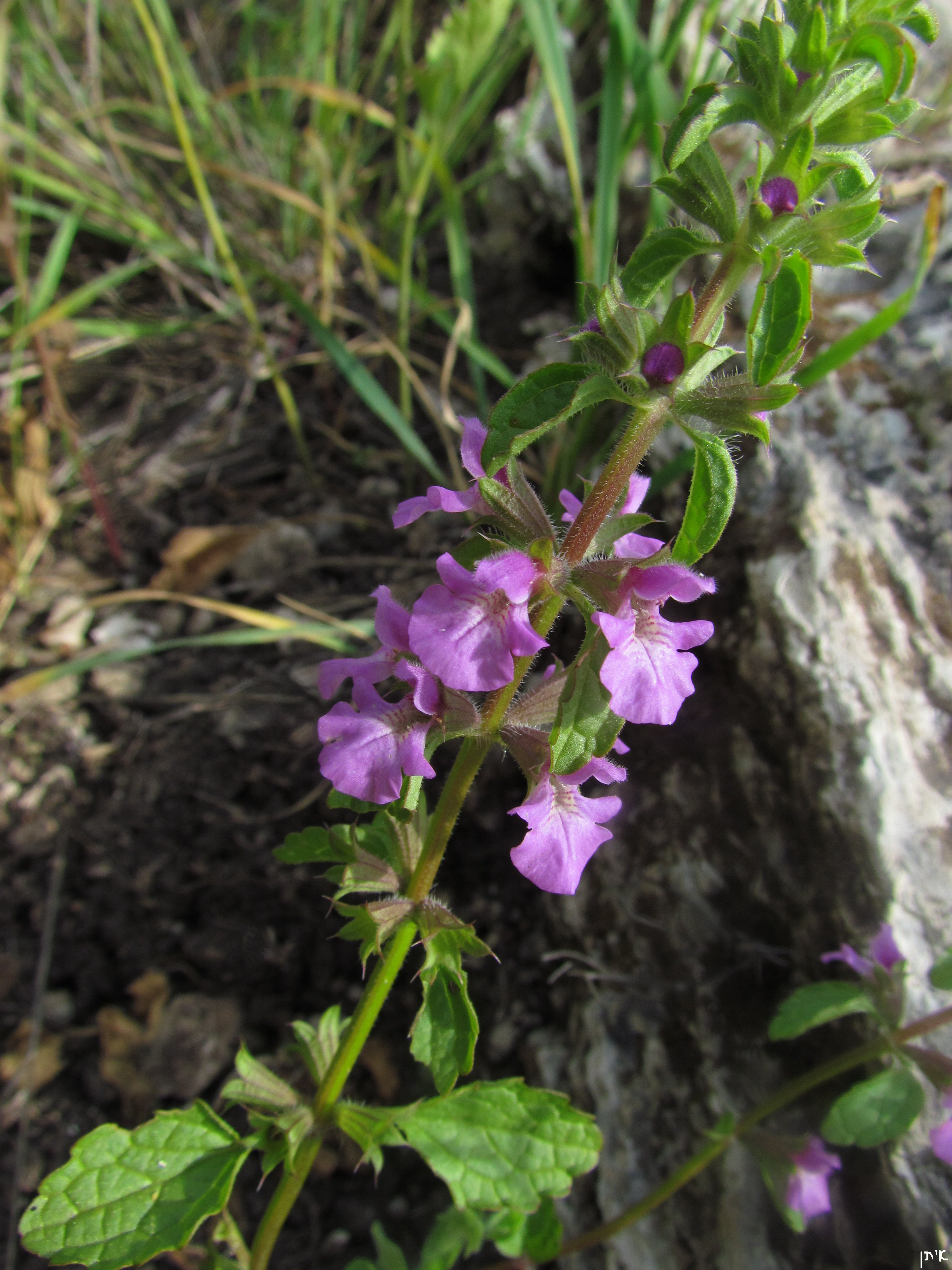
Stachys neurocalycina
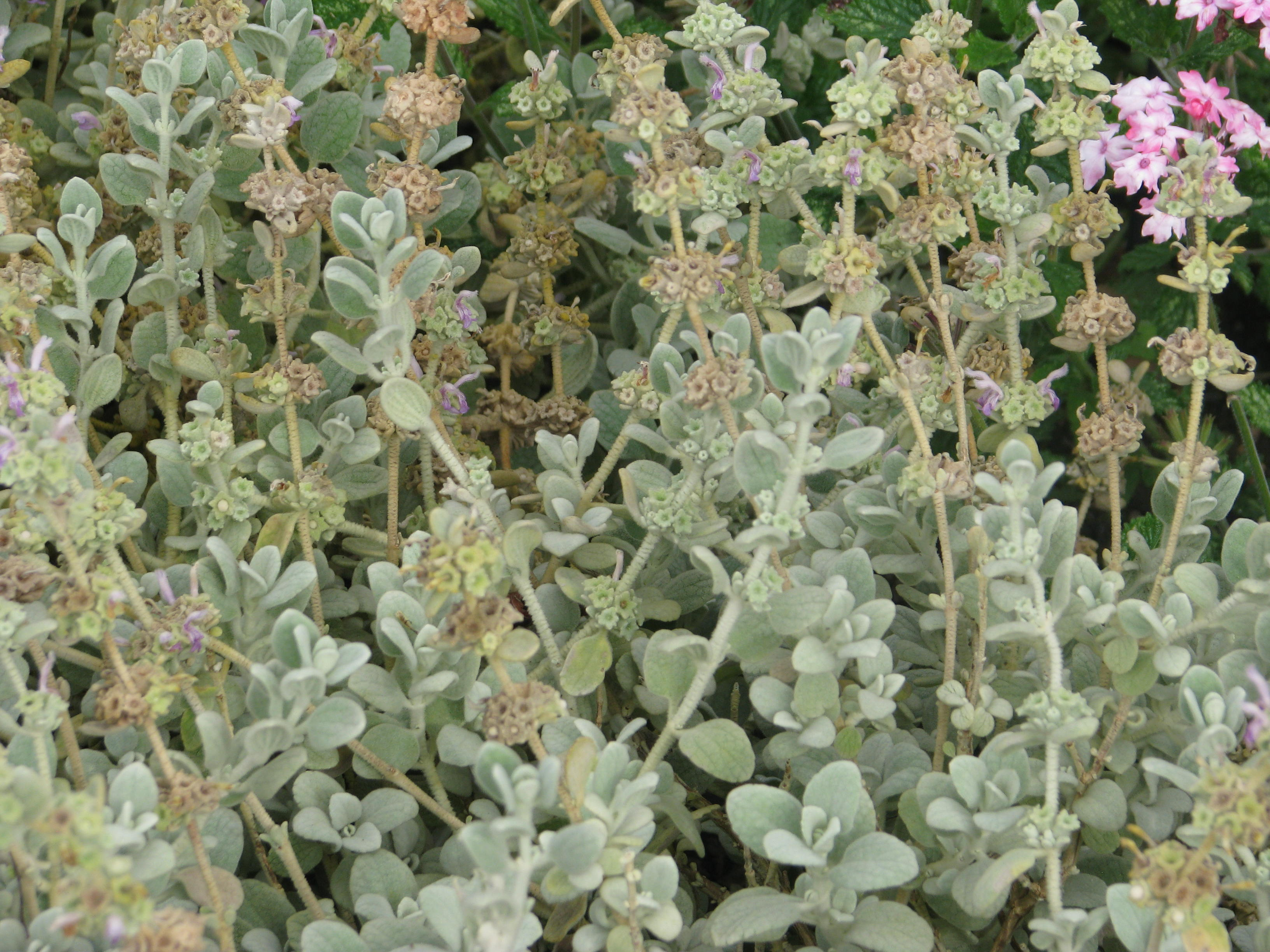
Stachys nivea

## O
- Stachys obliqua Waldst. & Kit., 1805
- Stachys oblongifolia Wall. ex Benth., 1830
- Stachys obscura Boiss. & Balansa, 1859
- Stachys obtusicrena Boiss., 1846
- Stachys obtusifolia MacOwan, 1893
- Stachys ochroleuca Phil., 1864
- Stachys ocymastrum (L.) Briq., 1897
- Stachys officinalis (L.) Trevis., 1842
- Stachys oligantha Baker, 1883
- Stachys oreophila Hedge, 1998
- Stachys ossetica (Bornm.) Czerep., 1995

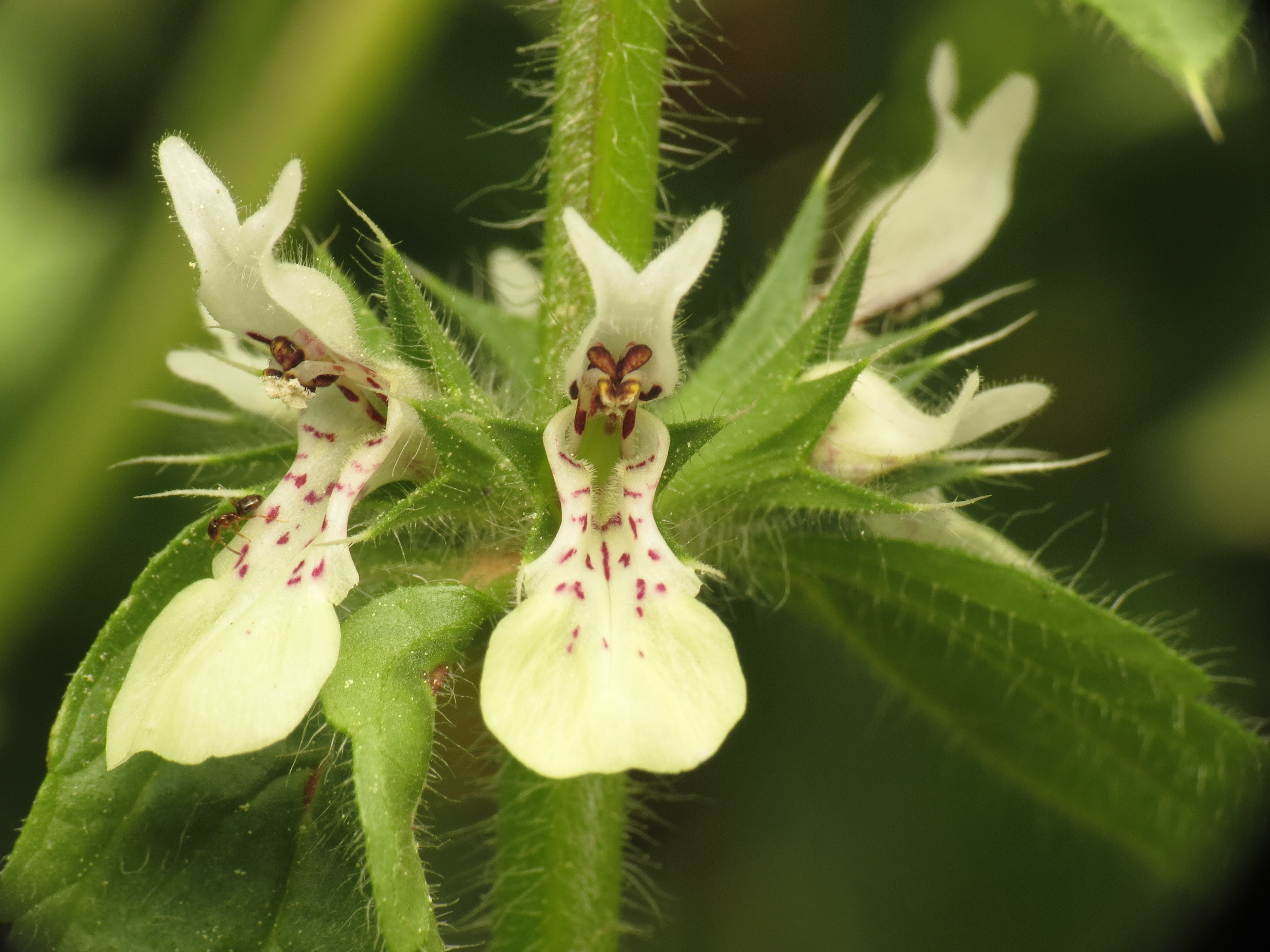
Stachys ocymastrum
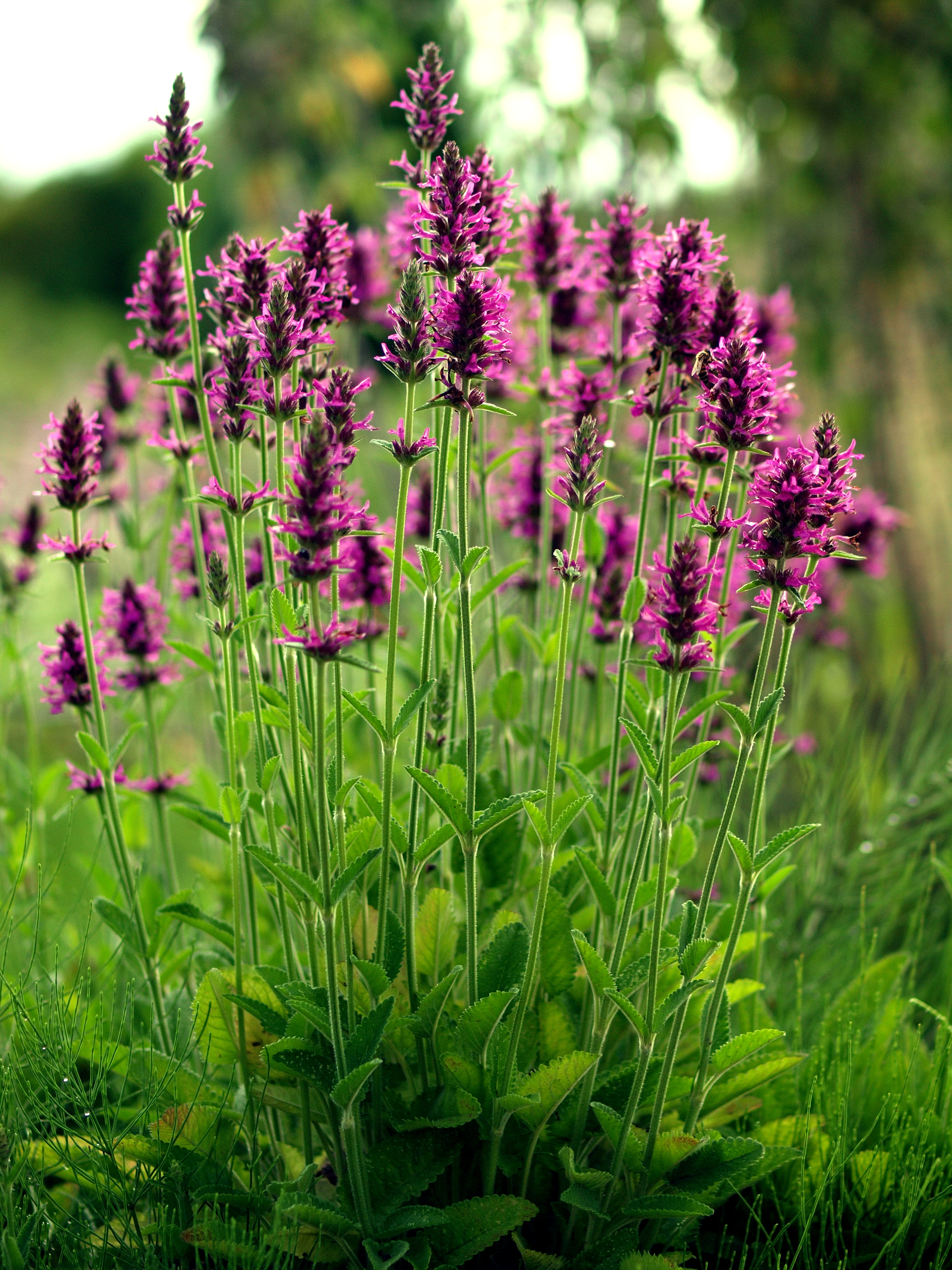
Stachys officinalis

## P
- Stachys pacifica B.L.Turner, 1994
- Stachys palaestina L., 1763
- Stachys palustris L., 1753
- Stachys paneiana Mouterde, 1973
- Stachys pannosa Phil., 1895
- Stachys parolinii Vis., 1843
- Stachys pauli Grossh., 1929
- Stachys penanevada B.L.Turner, 1995
- Stachys persepolitana Boiss., 1846
- Stachys persica S.G.Gmel. ex C.A.Mey., 1831
- Stachys peruviana Dombey ex Benth., 1834
- Stachys petrokosmos Rech.f., 1949
- Stachys philippiana Vatke, 1875
- Stachys pilifera Benth., 1848
- Stachys pilosa Nutt., 1834
- Stachys pilosissima M.Martens & Galeotti, 1844
- Stachys pinardii Boiss., 1844
- Stachys pinetorum Boiss. & Balansa, 1859
- Stachys pittieri Briq., 1898
- Stachys plumosa Griseb., 1844
- Stachys pradica (Zanted.) Greuter & Pignatti, 1980
- Stachys pringlei Greenm., 1905
- Stachys pseudobombycina Kaynak, Daşkın & Yılmaz, 2010
- Stachys pseudohumifusa Sebsebe, 1993
- Stachys pseudonigricans Gürke, 1900
- Stachys pseudophlomis C.Y.Wu, 1965
- Stachys pseudopinardii R.Bhattacharjee & Hub.-Mor., 1974
- Stachys pubescens Ten., 1811
- Stachys pumila Banks & Sol., 1794
- Stachys pusilla (Wedd.) Briq., 1898
- Stachys pycnantha Benth., 1849
- Stachys pyramidalis J.K.Morton, 1962

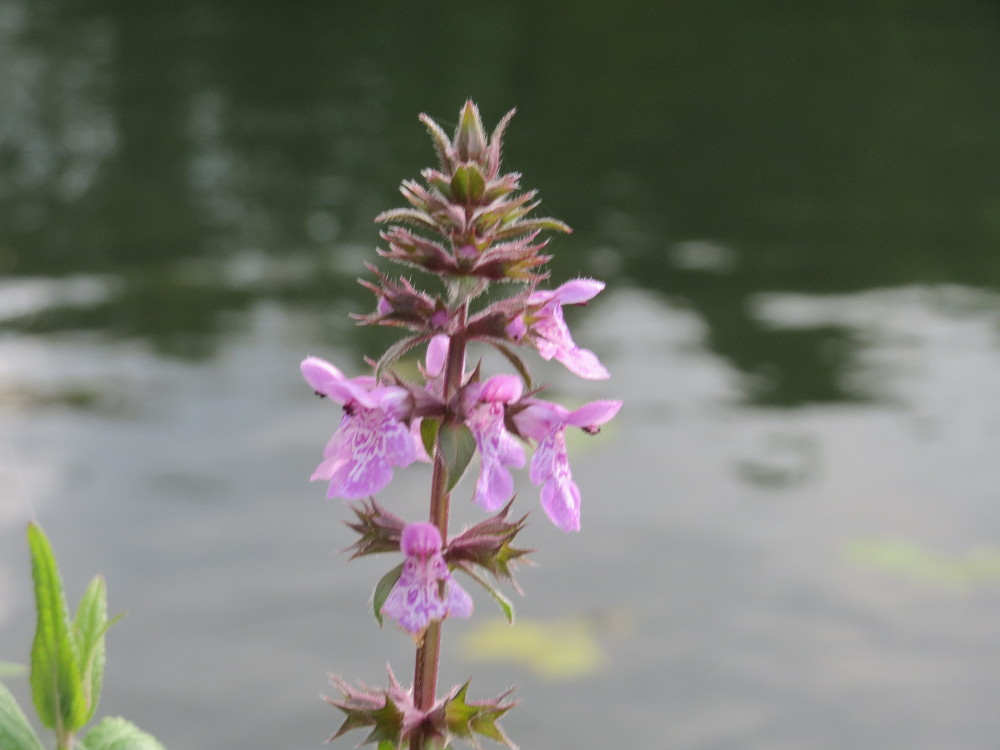
Stachys palustris
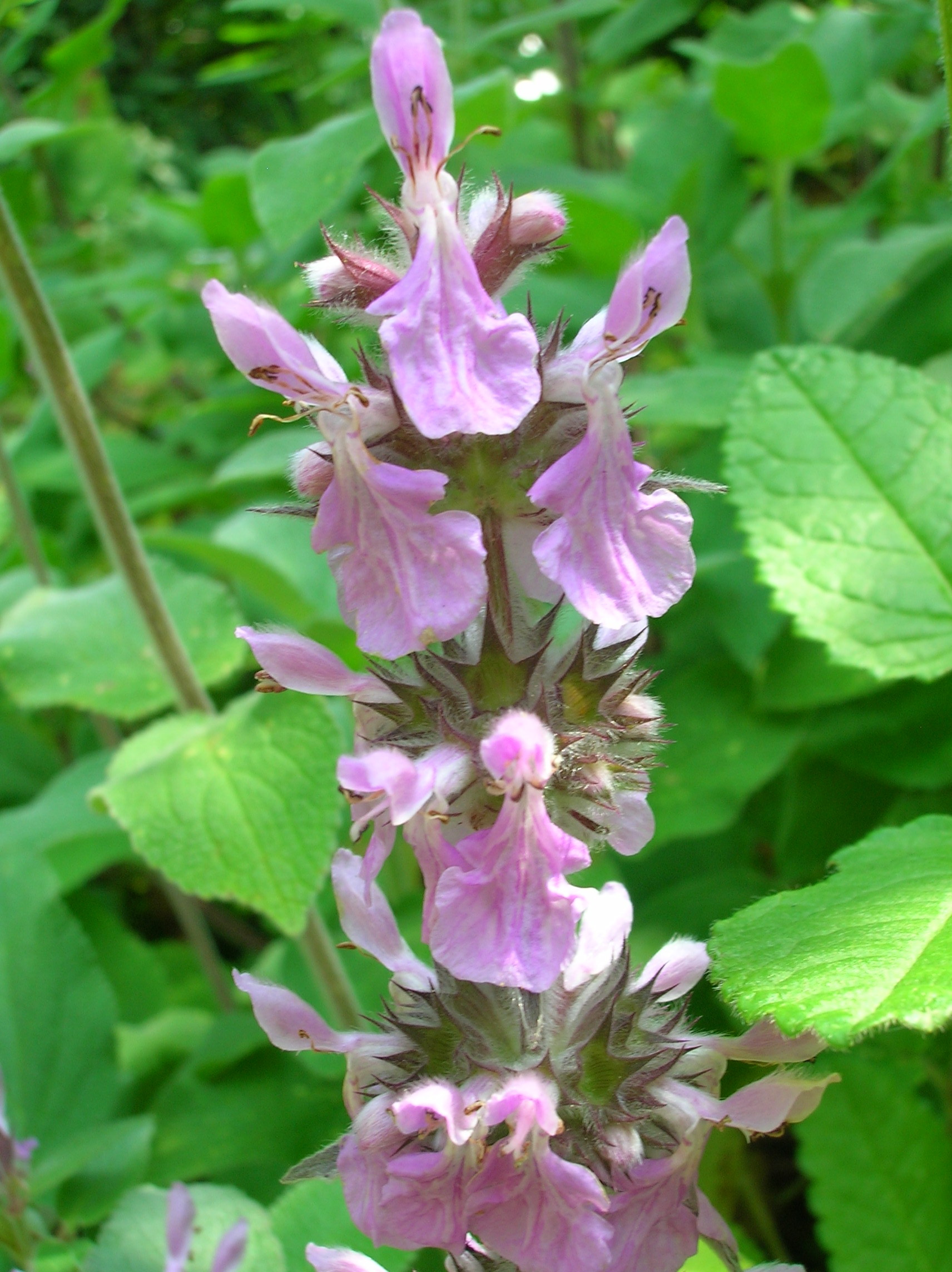
Stachys persica
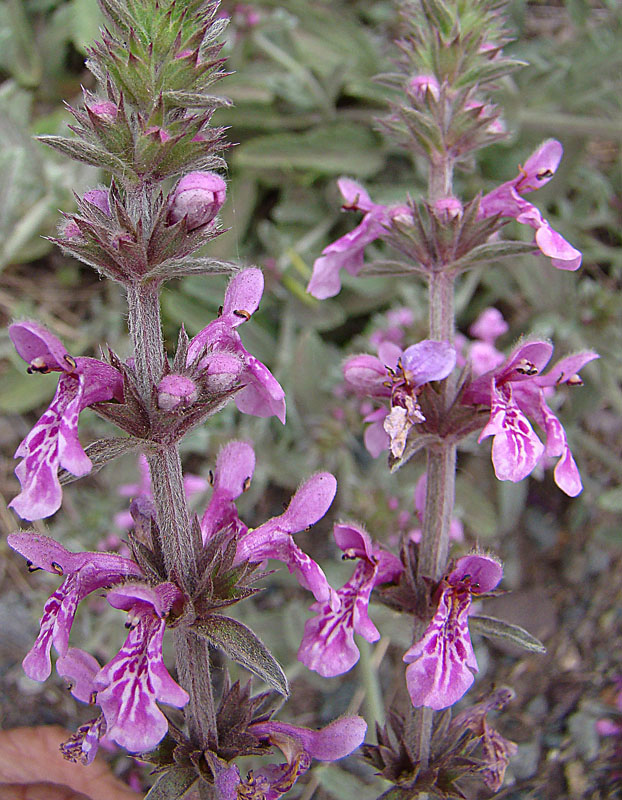
Stachys philippiana
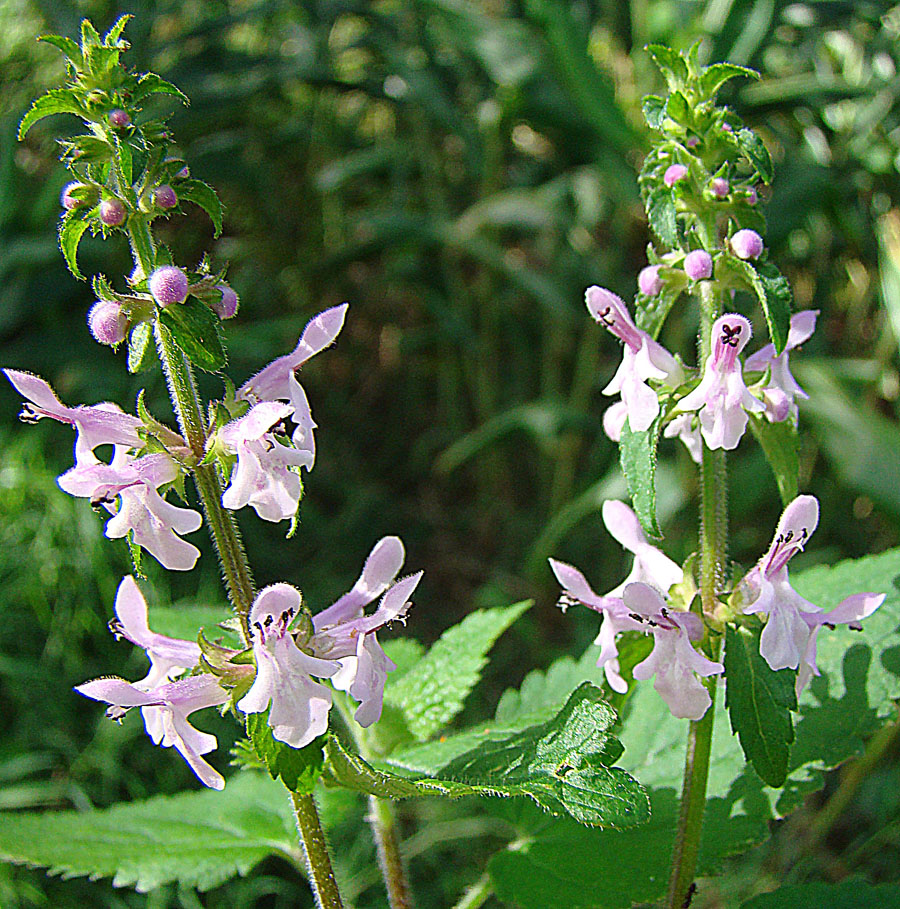
Stachys pilosissima
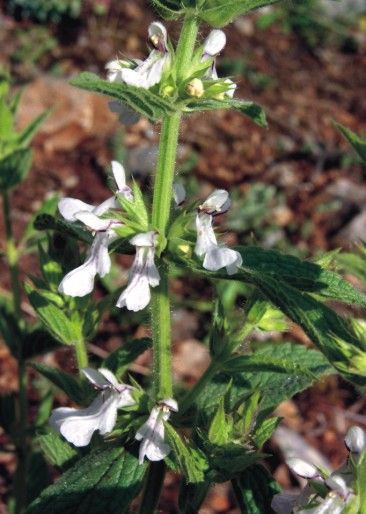
Stachys plumosa
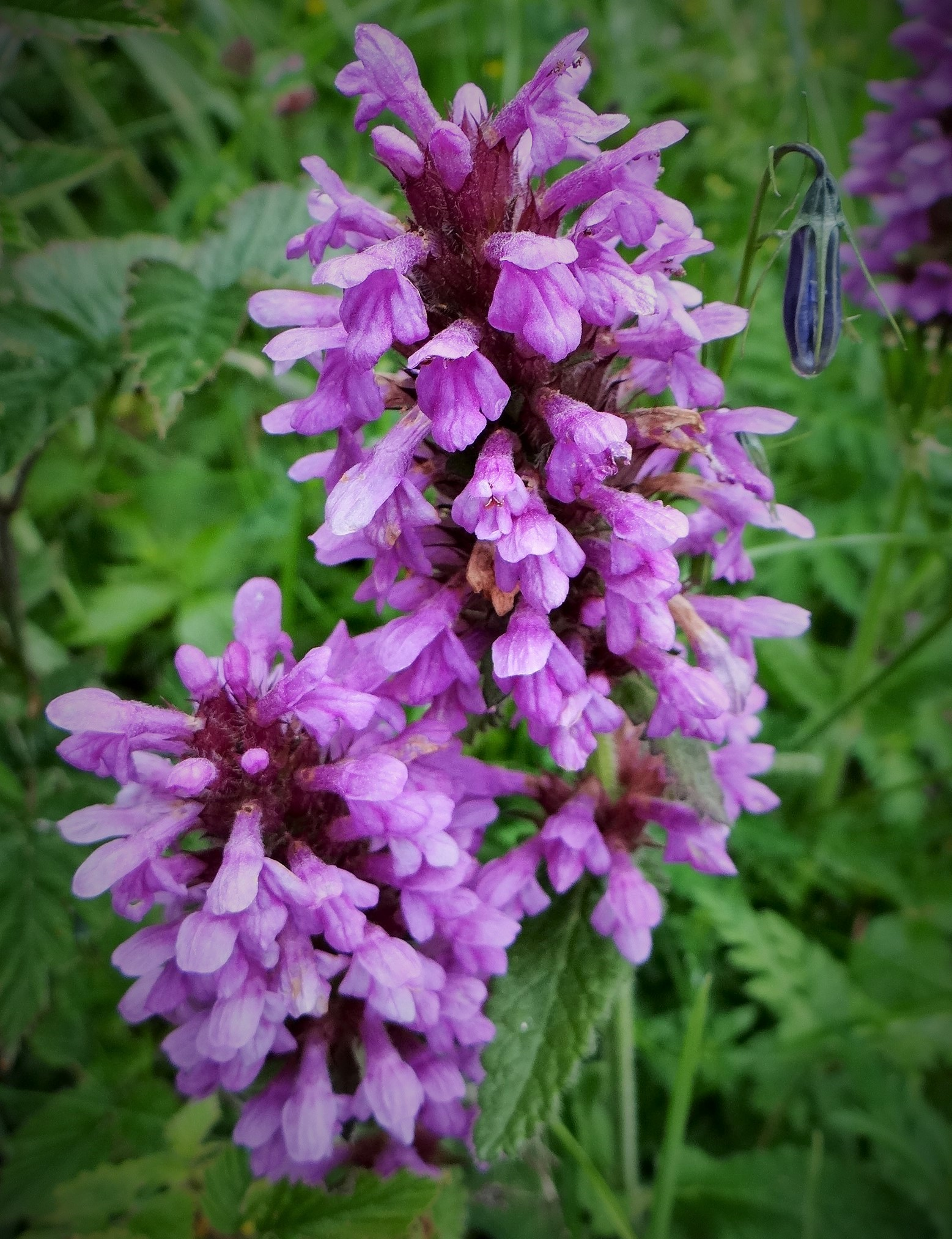
Stachys pradica
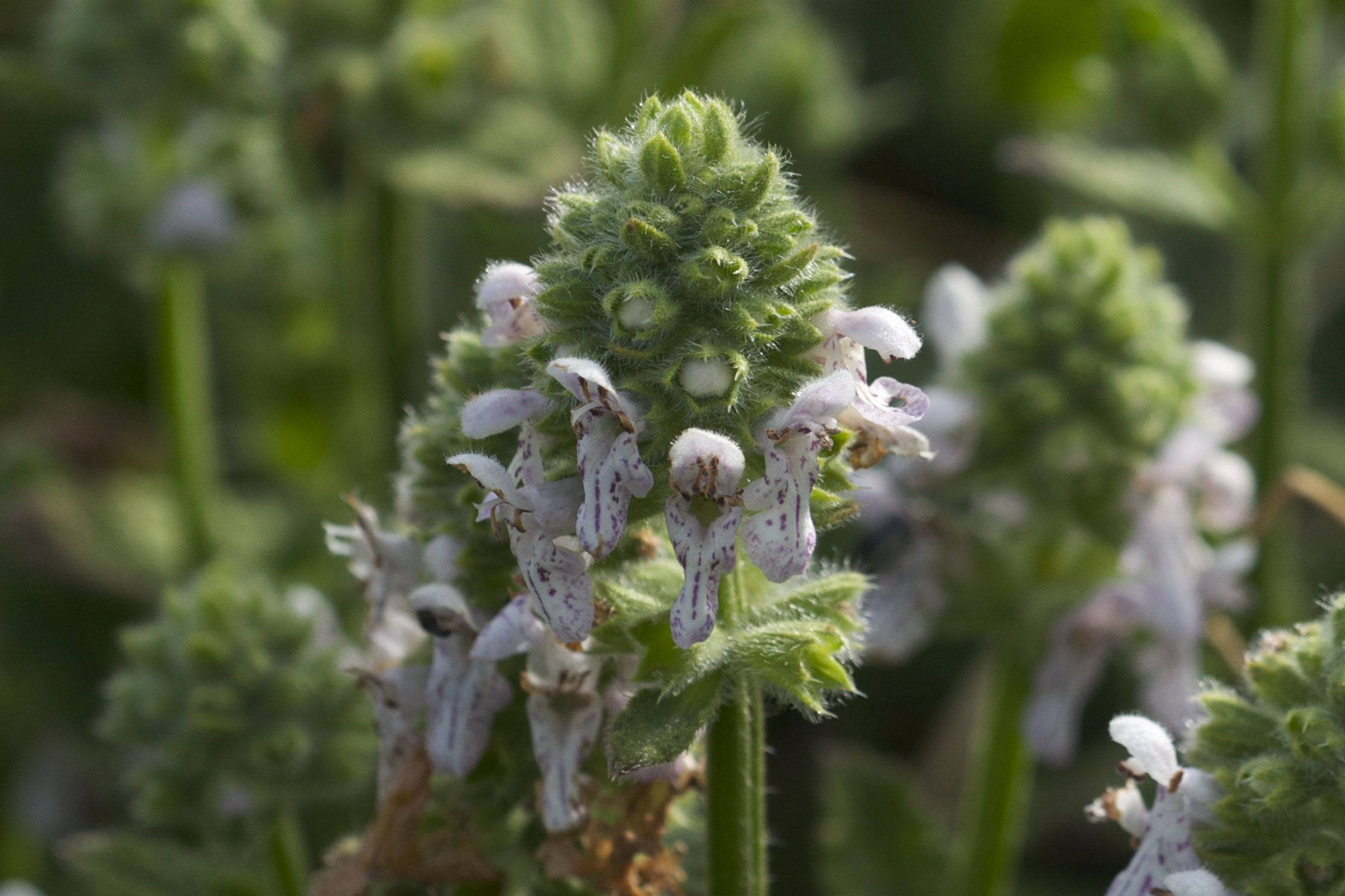
Stachys pycnantha

## R
- Stachys radicans Epling, 1934
- Stachys ramosissima Montbret & Aucher ex Benth., 1836
- Stachys recta L., 1767
- Stachys rehmannii Skan, 1910
- Stachys reptans Hedge, 1998
- Stachys reticulata Codd, 1977
- Stachys riederi Cham., 1831
- Stachys rigida Nutt. ex Benth., 1848
- Stachys riparia A.Pool, 2007
- Stachys rivularis J.M.Wood & M.S.Evans, 1897
- Stachys rizeensis R.Bhattacharjee, 1974
- Stachys rosea (Desf.) Boiss., 1879
- Stachys rothrockii A.Gray, 1877
- Stachys rotundifolia Moc. & Sessé ex Benth., 1834
- Stachys rubella Hedge, 1998
- Stachys rudatisii Skan, 1901
- Stachys rugosa Aiton, 1789
- Stachys rupestris Montbret & Aucher ex Benth., 1836

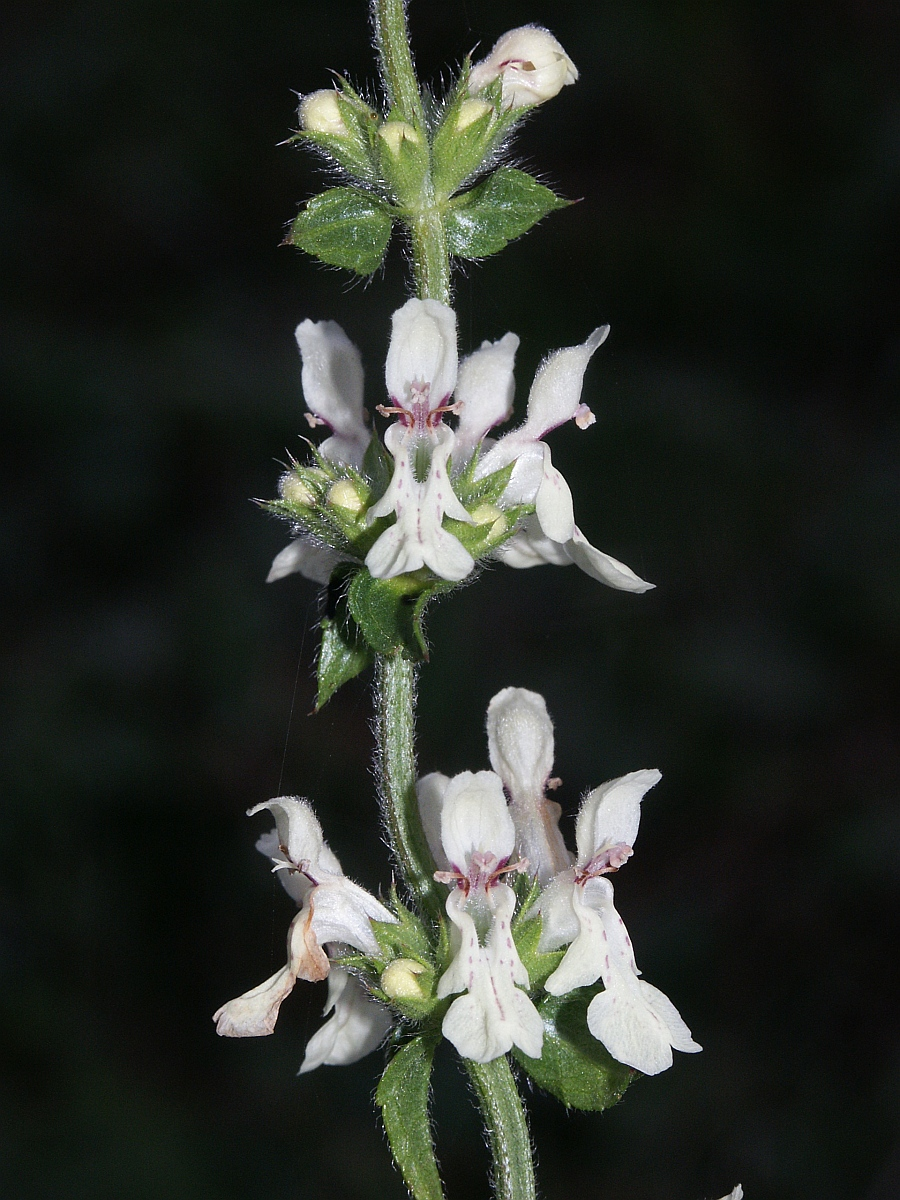
Stachys recta
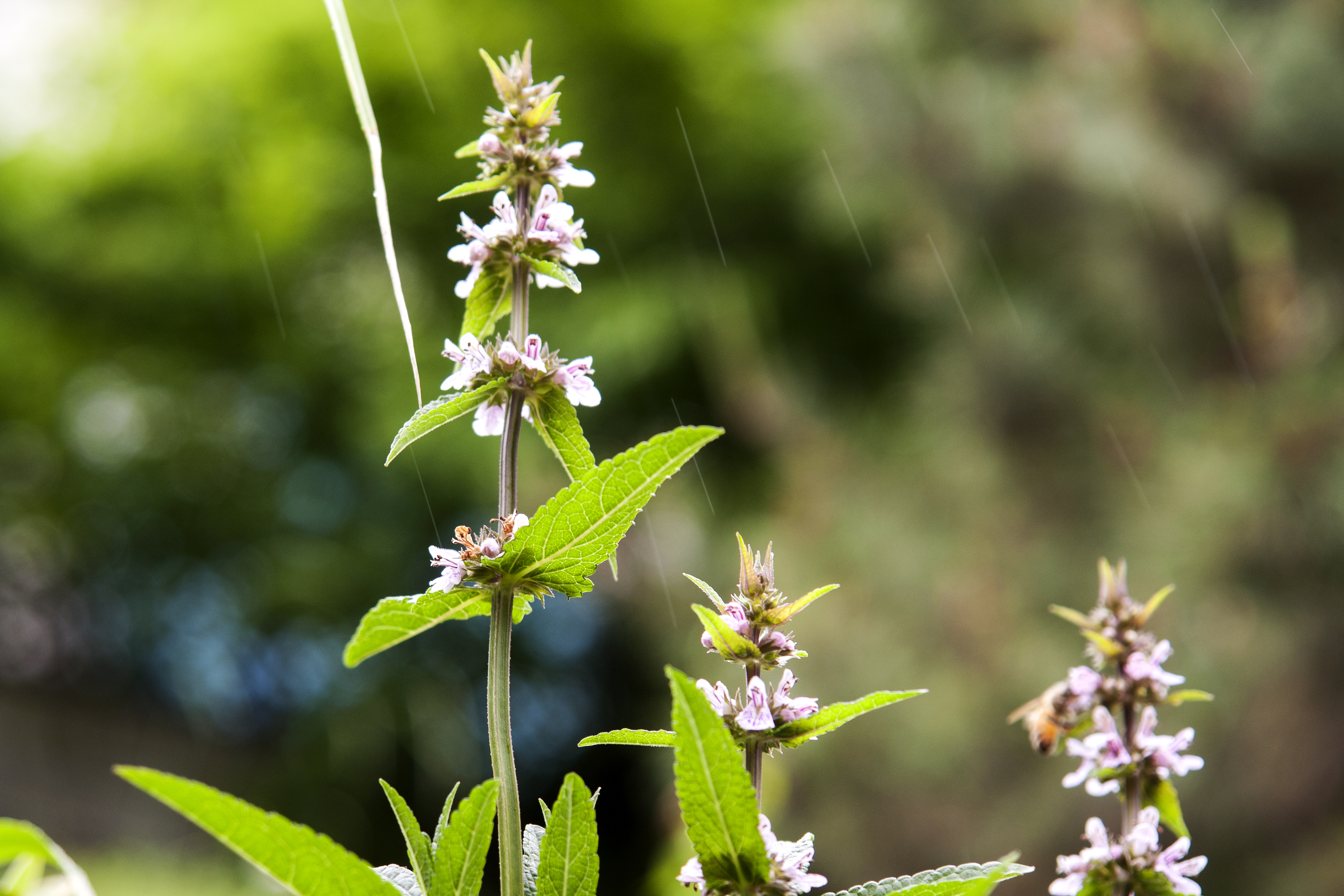
Stachys riederi
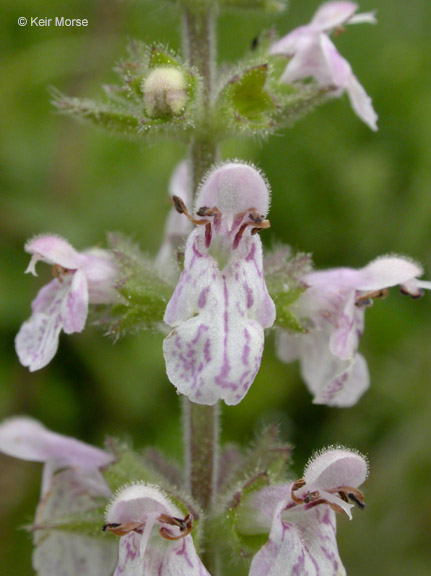
Stachys rigida

## S
- Stachys salisii Jord. & Fourr., 1868
- Stachys sanchezii Rzed. & A.García, 1984
- Stachys sandersii B.L.Turner, 1995
- Stachys saturejoides Montbret & Aucher ex Benth., 1836
- Stachys saxicola Coss. & Balansa, 1873
- Stachys scaberula Vatke, 1875
- Stachys scabrida Skan, 1910
- Stachys scardica (Griseb.) Hayek, 1929
- Stachys schimperi Vatke, 1872
- Stachys schtschegleevii Sosn. ex Grossh., 1932
- Stachys serbica Pancic, 1874
- Stachys sericantha P.H.Davis, 1951
- Stachys sericea Cav., 1801
- Stachys sericophylla Halácsy, 1902
- Stachys sessilifolia E.Mey., 1838
- Stachys sessilis Gürke, 1898
- Stachys setifera C.A.Mey., 1831
- Stachys siamensis Muschl., 1907
- Stachys simplex Schltr., 1897
- Stachys sivasica Kit Tan & Yildiz, 1989
- Stachys sosnowskyi Kopell., 1951
- Stachys sparsipilosa R.Bhattacharjee & Hub.-Mor., 1974
- Stachys spathulata Burch. ex Benth., 1834
- Stachys spectabilis Choisy ex DC., 1823
- Stachys speluncarum Contandr. & Quézel, 1976
- Stachys sphaerodonta Baker, 1883
- Stachys spinosa L., 1753
- Stachys spinulosa Sm., 1809
- Stachys spreitzenhoferi Heldr., 1880
- Stachys sprucei Briq., 1898
- Stachys spruneri Boiss., 1848
- Stachys stebbinsii G.A.Mulligan & D.B.Munro, 1990
- Stachys stricta Greene, 1894
- Stachys strictiflora C.Y.Wu, 1965
- Stachys subaphylla Rech.f., 1980
- Stachys sublobata Skan, 1910
- Stachys subnuda Montbret & Aucher ex Benth., 1836
- Stachys swainsonii Benth., 1834
- Stachys sylvatica L., 1753

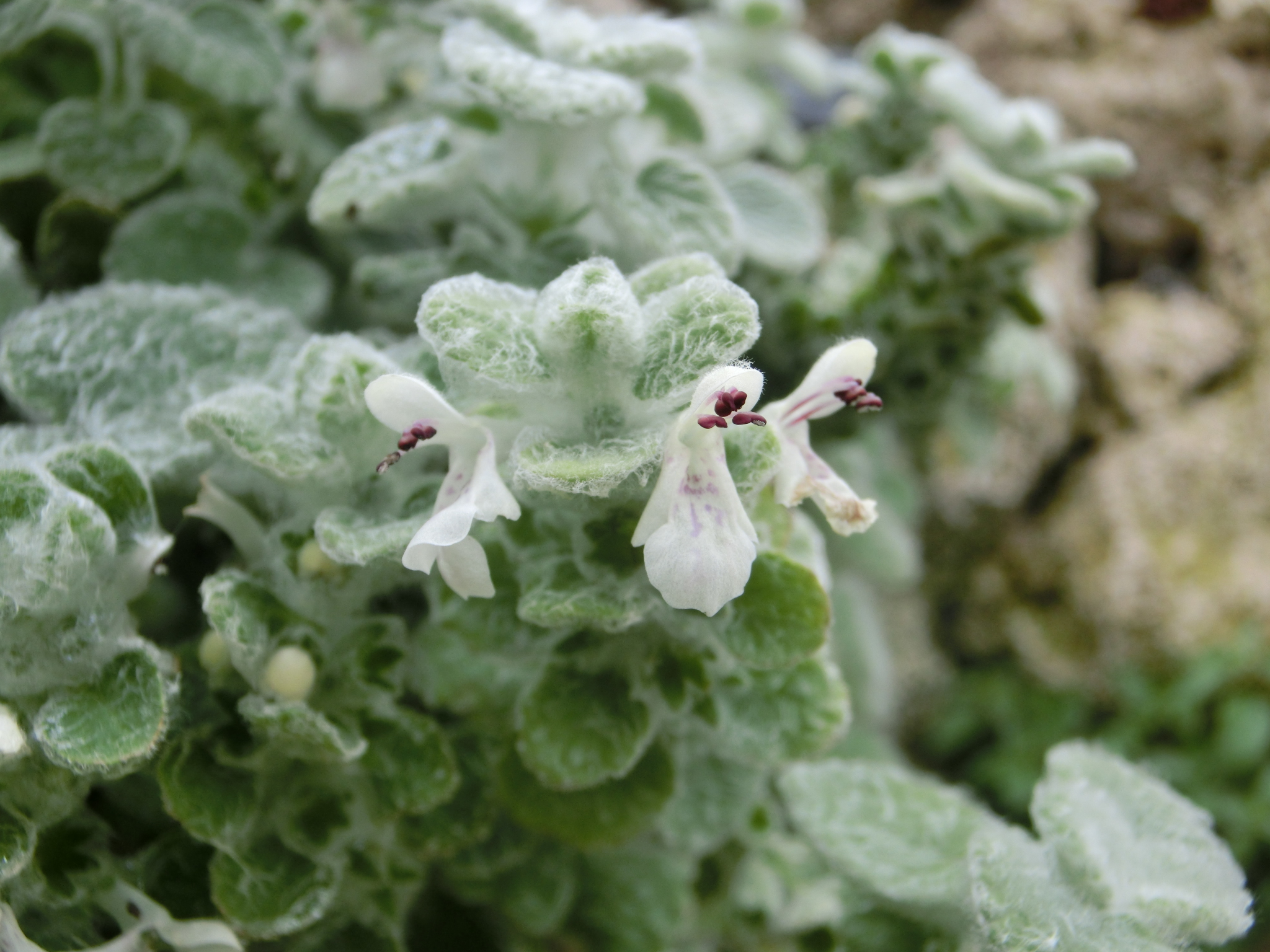
Stachys saxicola
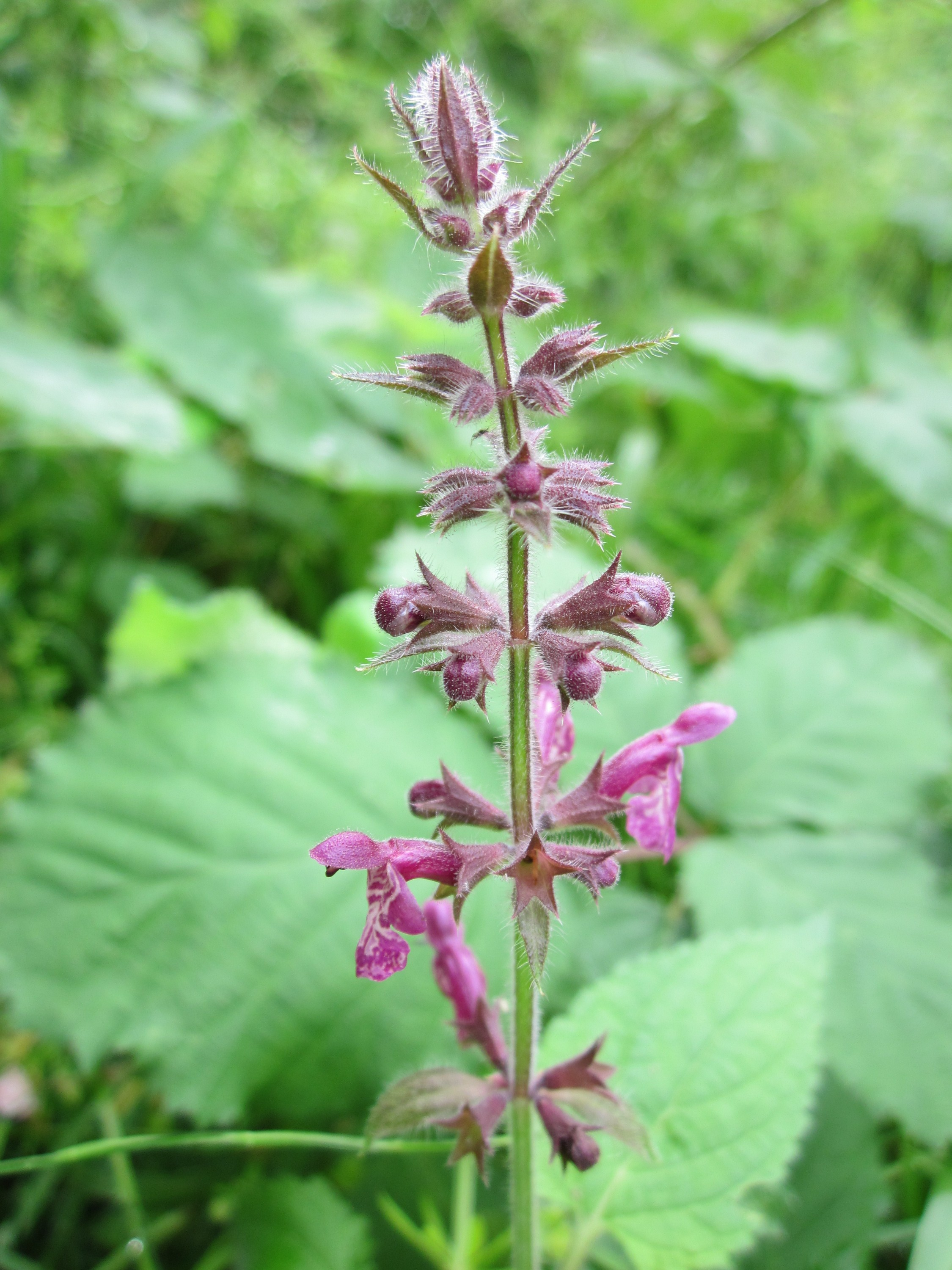
Stachys sylvatica

## T
- Stachys taliensis C.Y.Wu, 1965
- Stachys talyschensis Kapeller, 1949
- Stachys tenerrima Epling, 1934
- Stachys tenuifolia Willd., 1800
- Stachys tetragona Boiss. & Heldr., 1879
- Stachys thirkei K.Koch, 1849
- Stachys thunbergii Benth., 1834
- Stachys tibetica Vatke, 1875
- Stachys tmolea Boiss., 1844
- Stachys torresii B.L.Turner, 1994
- Stachys tournefortii Poir., 1817
- Stachys trichophylla Baker, 1890
- Stachys trinervis Aitch. & Hemsl., 1886
- Stachys truncata Kunze ex Benth., 1834
- Stachys tubulosa MacOwan, 1893
- Stachys tundjeliensis Kit Tan & Sorger, 1987
- Stachys turcomanica Trautv., 1886
- Stachys turkestanica (Regel) Popov ex Knorring, 1954
- Stachys turneri Rzed. & Calderón, 1995
- Stachys tymphaea Hausskn., 1887
- Stachys tysonii Skan, 1910

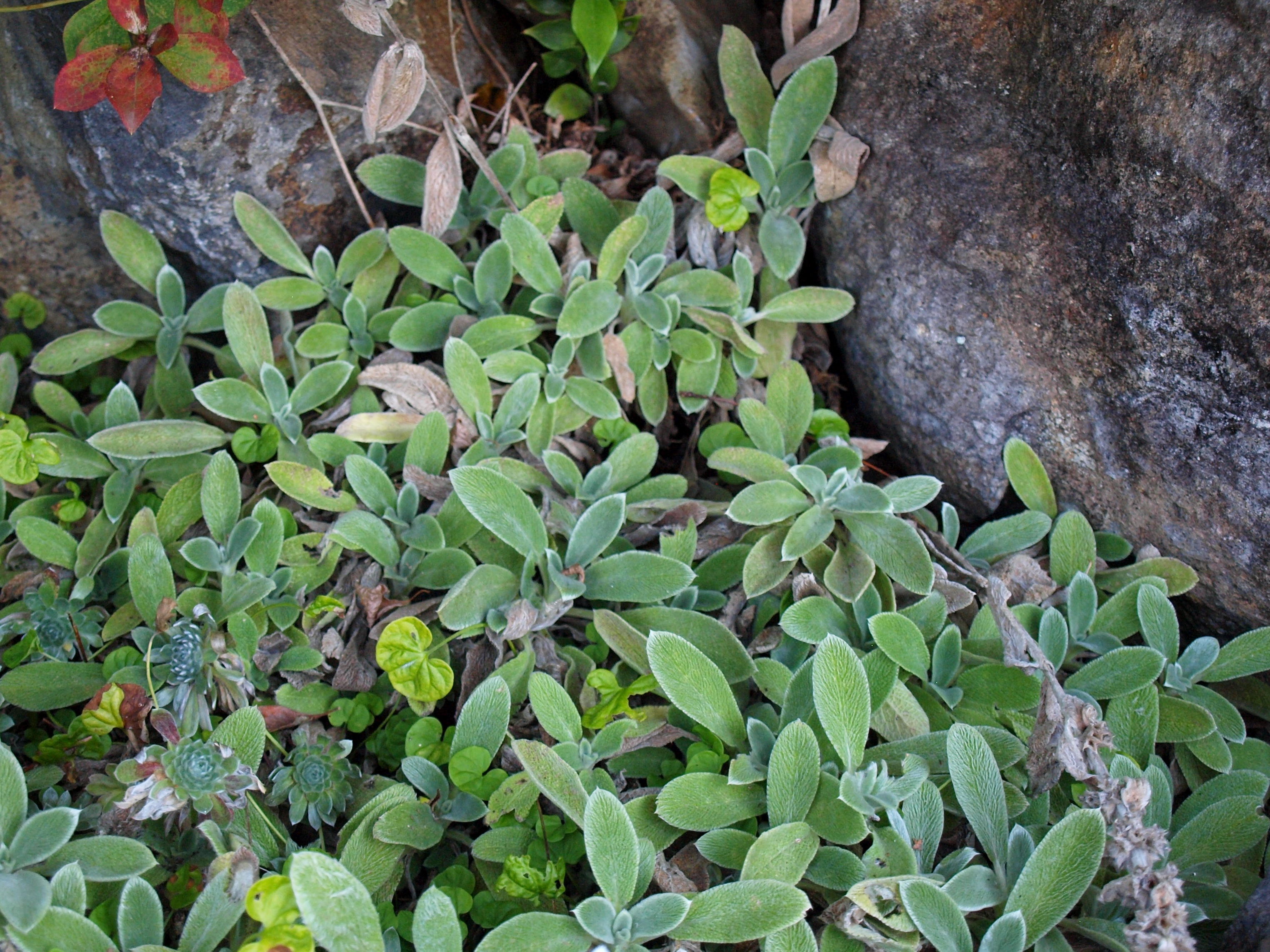
Stachys thirkei
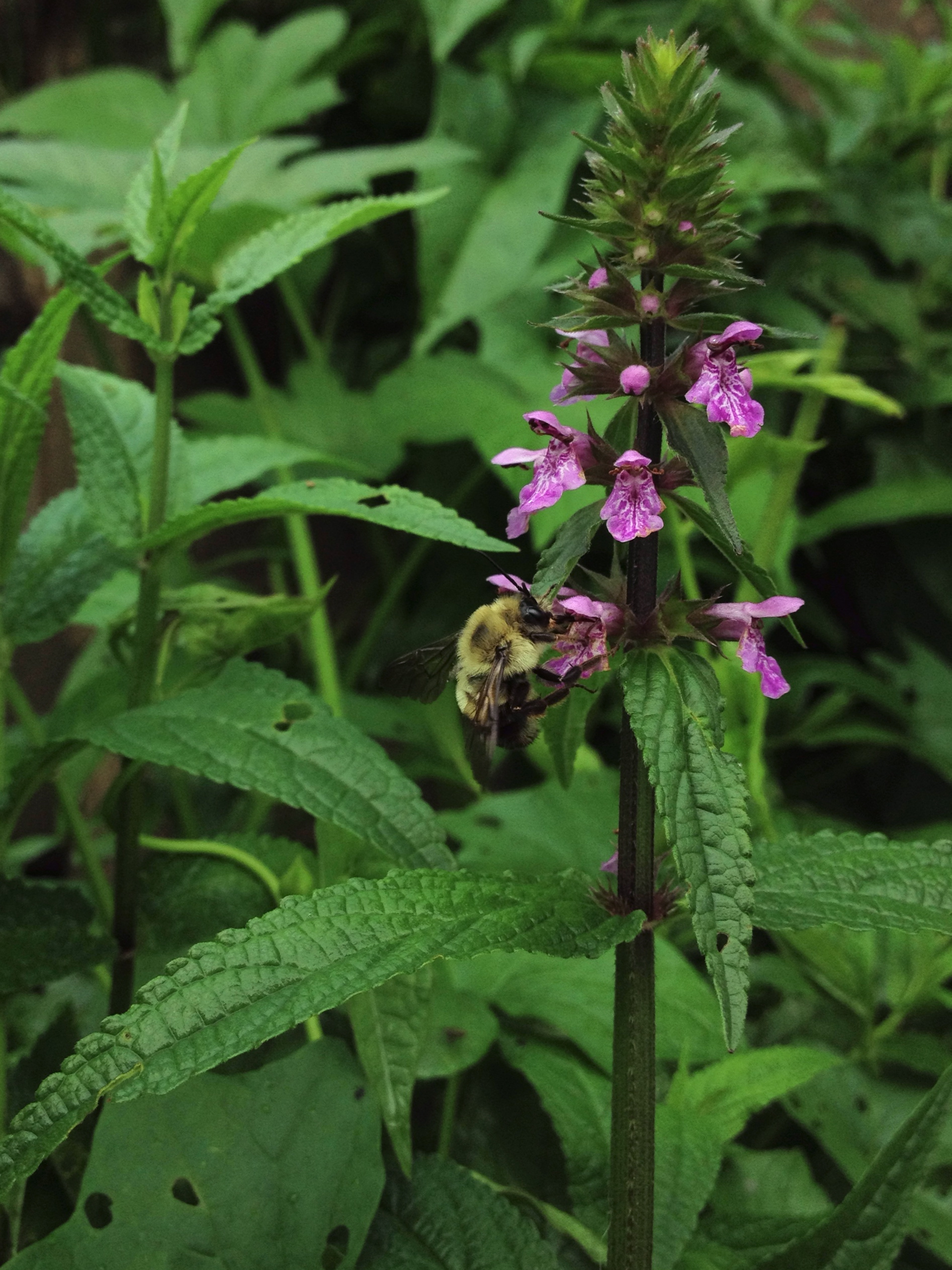
Stachys tenuifolia

## U
- Stachys uniflora A.Pool, 2007
- Stachys urticoides Epling, 1935

## V
- Stachys venezuelana Briq., 1898
- Stachys venulosa Greene, 1888
- Stachys veroniciformis Rech.f., 1980
- Stachys virgata Bory & Chaub., 1832
- Stachys viscosa Montbret & Aucher ex Benth., 1836
- Stachys viticina Boiss., 1853
- Stachys vulnerabilis Rzed. & Calderón, 1988
- Stachys vuralii Yıldız, Dirmenci & Akçiçek, 2011

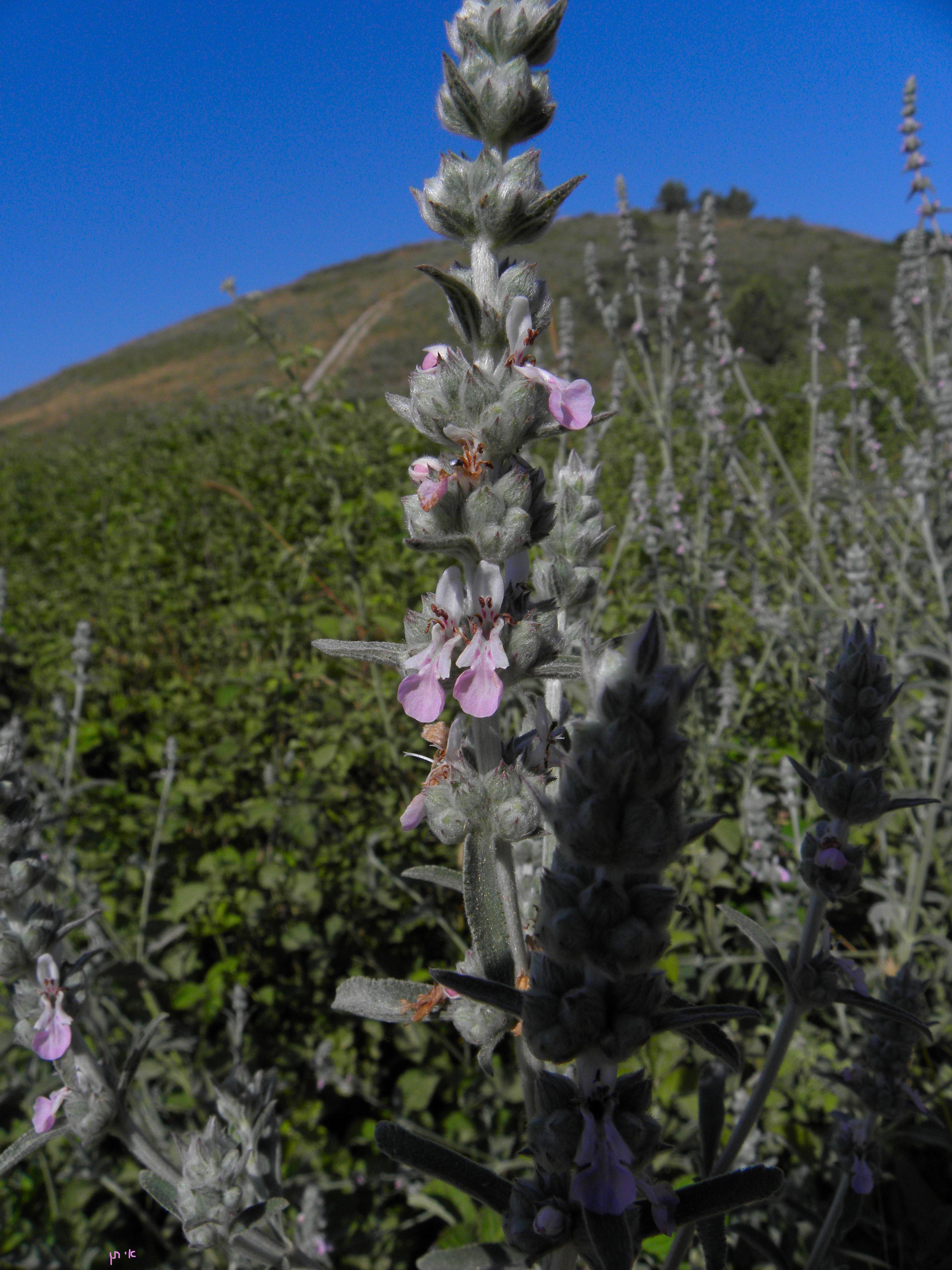
Stachys viticina

## W
- Stachys willemsei Kit Tan & Hedge, 1989
- Stachys woronowii (Schischk. ex Grossh.) R.R.Mill, 1982

## X
- Stachys xanthantha C.Y.Wu, 1965

## Y
- Stachys yemenensis Hedge, 1982
- Stachys yildirimlii Dinç, 2006

## Z
- Stachys zeyheri Skan, 1910
- Stachys zoharyana Eig, 1948